# Bahnstrecke Aachen–Mönchengladbach
| |                                                                                             |                                                                                 |                                                                                 |
| Streckennummer (DB): | 2550                                                                                        |                                                                                 |                                                                                 |
| Kursbuchstrecke (DB): | 425, 485                                                                                    |                                                                                 |                                                                                 |
| Kursbuchstrecke: | 245 (1946) 245f, 245m, 246 (MG Hbf – Rheydt(-Geneicken) 1946) 245h (Aachen West – Hbf 1946) |                                                                                 |                                                                                 |
| Streckenlänge: | ~62 km                                                                                      |                                                                                 |                                                                                 |
| Spurweite: | 1435 mm (Normalspur)                                                                        |                                                                                 |                                                                                 |
| Stromsystem: | 15 kV 16,7 Hz ~                                                                             |                                                                                 |                                                                                 |
| Streckengeschwindigkeit: | Aachen–Herzogenrath: 140 km/h Herzogenrath–Mönchengladbach: 160 km/h                        |                                                                                 |                                                                                 |
| Zugbeeinflussung: | PZB                                                                                         |                                                                                 |                                                                                 |
| |                                                                                             |                                                                                 |                                                                                 |
| \| \| \| Strecke von Duisburg \| \| \| \| \| ehem. Strecke von Krefeld \| \| \| \| \| Strecke von Düsseldorf \| \| \| \| 63,912 \| Mönchengladbach Hbf \| Mönchengladbach Hbf \| \| \| \| \| \| \| \| \| Güterstrecke nach Rheydt-Geneicken ehem. Strecke nach Stolberg \| \| \| \| \| \| \| \| \| 62,000 \| Landwehr (Bk) \| Landwehr (Bk) \| \| \| 60,106 \| Rheydt Hbf \| Rheydt Hbf \| \| \| \| Strecke nach Köln \| \| \| \| \| Güterumgehungsbahn von Viersen-Helenabrunn \| \| \| \| \| Eiserner Rhein (ehem. Trasse) \| \| \| \| 58,900 \| Rheydt Gbf \| Rheydt Gbf \| \| \| \| Eiserner Rhein nach Dalheim \| \| \| \| \| A 61 \| \| \| \| 56,163 \| Wickrath \| Wickrath \| \| \| 51,900 \| Herrath Nordbahnsteig \| Herrath Nordbahnsteig \| \| \| 51,695 \| Herrath \| Herrath \| \| \| 47,240 \| Erkelenz \| Erkelenz \| \| \| \| A 46 \| \| \| \| 44,410 \| Tenholt (Bk) \| Tenholt (Bk) \| \| \| 41,425 \| Baal Gbf \| Baal Gbf \| \| \| \| Verbindungsstrecke nach Ratheim \| \| \| \| 40,830 \| Baal (Jülich–Dalheim) \| Baal (Jülich–Dalheim) \| \| \| 40,650 \| Baal Bk \| Baal Bk \| \| \| \| Rur \| \| \| \| 38,830 \| Rurbrücke (Üst) \| Rurbrücke (Üst) \| \| \| 36,607 \| Brachelen \| Brachelen \| \| \| 35,240 \| Lindern Abzw \| Lindern Abzw \| \| \| 34,654 \| Lindern (2007–2013 Hp) \| Lindern (2007–2013 Hp) \| \| \| \| Strecke nach Heinsberg \| \| \| \| 31,600 \| Müllendorf (Bk) \| Müllendorf (Bk) \| \| \| 27,415 \| Geilenkirchen \| Geilenkirchen \| \| \| \| Geilenkirchener Kreisbahn \| \| \| \| 22,766 \| Übach-Palenberg \| Übach-Palenberg \| \| \| 19,620 \| Finkenrath (Bk) \| Finkenrath (Bk) \| \| \| 19,400 \| Nievelstein (Awanst) \| Nievelstein (Awanst) \| \| \| \| Strecke von Sittard \| \| \| \| \| Strecke von Alsdorf \| \| \| \| 16,100 \| Herzogenrath \| Herzogenrath \| \| \| 13,800 \| Pesch (Bk) \| Pesch (Bk) \| \| \| \| Kohlscheider Rampe (14 ‰) \| \| \| \| \| ehem. Strecke von Würselen \| \| \| \| 11,530 \| Kohlscheid \| Kohlscheid \| \| \| \| ehem. Strecke von Maastricht \| \| \| \| \| A 4 \| \| \| \| 8,450 \| Richterich (Üst, ehem. Bf) \| Richterich (Üst, ehem. Bf) \| \| \| 7,300 \| Aachen West Esig \| Aachen West Esig \| \| \| \| \| \| \| \| 4,777 \| Aachen West \| Aachen West \| \| \| \| Aachen Templerbend (Inselbahnhof, bis 1910) \| \| \| \| \| Montzenroute nach Tongeren (niveaufrei) \| \| \| \| 3,478 \| Aachen Schanz \| Aachen Schanz \| \| \| \| \| \| \| \| 2,400 \| Aachen Marschierthor (Inselbahnhof, bis 1905) ursprünglicher Beginn der Strecke \| Aachen Marschierthor (Inselbahnhof, bis 1905) ursprünglicher Beginn der Strecke \| \| \| \| \| \| \| \| \| Strecke von Lüttich \| \| \| \| 1,870 \| Aachen Hbf (seit 1905) \| Aachen Hbf (seit 1905) \| \| \| \| Strecke nach Köln \| \| \| \| \| \| \| \| Quellen: [1][2] \| \| \| \| |                                                                                             |                                                                                 |                                                                                 |
| |                                                                                             | Strecke von Duisburg                                                            |                                                                                 |
| Abzweig geradeaus und ehemals von links |                                                                                             | ehem. Strecke von Krefeld                                                       | ehem. Strecke von Krefeld                                                       |
| Abzweig geradeaus und von links |                                                                                             | Strecke von Düsseldorf                                                          | Strecke von Düsseldorf                                                          |
| Bahnhof mit S-Bahn-Halt | 63,912                                                                                      | Mönchengladbach Hbf                                                             | Mönchengladbach Hbf                                                             |
| |                                                                                             |                                                                                 |                                                                                 |
| Abzweig geradeaus und nach links |                                                                                             | Güterstrecke nach Rheydt-Geneicken ehem. Strecke nach Stolberg                  | Güterstrecke nach Rheydt-Geneicken ehem. Strecke nach Stolberg                  |
| |                                                                                             |                                                                                 |                                                                                 |
| ehemalige Blockstelle | 62,000                                                                                      | Landwehr (Bk)                                                                   | Landwehr (Bk)                                                                   |
| Bahnhof | 60,106                                                                                      | Rheydt Hbf                                                                      | Rheydt Hbf                                                                      |
| Abzweig geradeaus, nach links und ehemals von links |                                                                                             | Strecke nach Köln                                                               | Strecke nach Köln                                                               |
| Abzweig geradeaus und von rechts |                                                                                             | Güterumgehungsbahn von Viersen-Helenabrunn                                      | Güterumgehungsbahn von Viersen-Helenabrunn                                      |
| Abzweig geradeaus und ehemals nach rechts |                                                                                             | Eiserner Rhein (ehem. Trasse)                                                   | Eiserner Rhein (ehem. Trasse)                                                   |
| Dienststation / Betriebs- oder Güterbahnhof | 58,900                                                                                      | Rheydt Gbf                                                                      | Rheydt Gbf                                                                      |
| Abzweig geradeaus und nach rechts |                                                                                             | Eiserner Rhein nach Dalheim                                                     | Eiserner Rhein nach Dalheim                                                     |
| Strecke mit Straßenbrücke |                                                                                             | A 61                                                                            | A 61                                                                            |
| Haltepunkt / Haltestelle, ehemals Bahnhof | 56,163                                                                                      | Wickrath                                                                        | Wickrath                                                                        |
| Haltepunkt / Haltestelle | 51,900                                                                                      | Herrath Nordbahnsteig                                                           | Herrath Nordbahnsteig                                                           |
| Haltepunkt / Haltestelle, ehemals Bahnhof | 51,695                                                                                      | Herrath                                                                         | Herrath                                                                         |
| Haltepunkt / Haltestelle, ehemals Bahnhof | 47,240                                                                                      | Erkelenz                                                                        | Erkelenz                                                                        |
| Strecke mit Straßenbrücke |                                                                                             | A 46                                                                            | A 46                                                                            |
| ehemalige Blockstelle | 44,410                                                                                      | Tenholt (Bk)                                                                    | Tenholt (Bk)                                                                    |
| Dienststation / Betriebs- oder Güterbahnhof | 41,425                                                                                      | Baal Gbf                                                                        | Baal Gbf                                                                        |
| Abzweig geradeaus und nach rechts |                                                                                             | Verbindungsstrecke nach Ratheim                                                 | Verbindungsstrecke nach Ratheim                                                 |
| Turmhaltepunkt geradeaus oben (Querstrecke außer Betrieb) | 40,830                                                                                      | Baal (Jülich–Dalheim)                                                           | Baal (Jülich–Dalheim)                                                           |
| ehemalige Blockstelle | 40,650                                                                                      | Baal Bk                                                                         | Baal Bk                                                                         |
| Brücke über Wasserlauf |                                                                                             | Rur                                                                             | Rur                                                                             |
| ehemalige Überleitstelle / Spurwechsel | 38,830                                                                                      | Rurbrücke (Üst)                                                                 | Rurbrücke (Üst)                                                                 |
| Haltepunkt / Haltestelle | 36,607                                                                                      | Brachelen                                                                       | Brachelen                                                                       |
| ehemalige Blockstelle | 35,240                                                                                      | Lindern Abzw                                                                    | Lindern Abzw                                                                    |
| Bahnhof | 34,654                                                                                      | Lindern (2007–2013 Hp)                                                          | Lindern (2007–2013 Hp)                                                          |
| Abzweig geradeaus und nach rechts |                                                                                             | Strecke nach Heinsberg                                                          | Strecke nach Heinsberg                                                          |
| ehemalige Blockstelle | 31,600                                                                                      | Müllendorf (Bk)                                                                 | Müllendorf (Bk)                                                                 |
| Bahnhof | 27,415                                                                                      | Geilenkirchen                                                                   | Geilenkirchen                                                                   |
| Kreuzung geradeaus unten (Querstrecke außer Betrieb) |                                                                                             | Geilenkirchener Kreisbahn                                                       | Geilenkirchener Kreisbahn                                                       |
| Haltepunkt / Haltestelle, ehemals Bahnhof | 22,766                                                                                      | Übach-Palenberg                                                                 | Übach-Palenberg                                                                 |
| ehemalige Blockstelle | 19,620                                                                                      | Finkenrath (Bk)                                                                 | Finkenrath (Bk)                                                                 |
| Blockstelle | 19,400                                                                                      | Nievelstein (Awanst)                                                            | Nievelstein (Awanst)                                                            |
| Abzweig geradeaus und von rechts |                                                                                             | Strecke von Sittard                                                             | Strecke von Sittard                                                             |
| Abzweig geradeaus und von links |                                                                                             | Strecke von Alsdorf                                                             | Strecke von Alsdorf                                                             |
| Bahnhof | 16,100                                                                                      | Herzogenrath                                                                    | Herzogenrath                                                                    |
| ehemalige Blockstelle | 13,800                                                                                      | Pesch (Bk)                                                                      | Pesch (Bk)                                                                      |
| |                                                                                             | Kohlscheider Rampe (14 ‰)                                                       |                                                                                 |
| Abzweig geradeaus und ehemals von links |                                                                                             | ehem. Strecke von Würselen                                                      | ehem. Strecke von Würselen                                                      |
| Bahnhof | 11,530                                                                                      | Kohlscheid                                                                      | Kohlscheid                                                                      |
| Abzweig geradeaus und ehemals von rechts |                                                                                             | ehem. Strecke von Maastricht                                                    | ehem. Strecke von Maastricht                                                    |
| Strecke mit Straßenbrücke |                                                                                             | A 4                                                                             | A 4                                                                             |
| Überleitstelle / Spurwechsel | 8,450                                                                                       | Richterich (Üst, ehem. Bf)                                                      | Richterich (Üst, ehem. Bf)                                                      |
| Blockstelle | 7,300                                                                                       | Aachen West Esig                                                                | Aachen West Esig                                                                |
| Verschwenkung von links · Verschwenkung von rechts (Strecke außer Betrieb) |                                                                                             |                                                                                 |                                                                                 |
| Bahnhof · Strecke (außer Betrieb) | 4,777                                                                                       | Aachen West                                                                     | Aachen West                                                                     |
| Strecke · Bahnhof (Strecke außer Betrieb) |                                                                                             | Aachen Templerbend (Inselbahnhof, bis 1910)                                     | Aachen Templerbend (Inselbahnhof, bis 1910)                                     |
| Strecke nach rechts und von halblinks · Verschwenkung von rechts und ehemals von links |                                                                                             | Montzenroute nach Tongeren (niveaufrei)                                         | Montzenroute nach Tongeren (niveaufrei)                                         |
| Haltepunkt / Haltestelle | 3,478                                                                                       | Aachen Schanz                                                                   | Aachen Schanz                                                                   |
| |                                                                                             |                                                                                 |                                                                                 |
| ehemaliger Bahnhof | 2,400                                                                                       | Aachen Marschierthor (Inselbahnhof, bis 1905) ursprünglicher Beginn der Strecke | Aachen Marschierthor (Inselbahnhof, bis 1905) ursprünglicher Beginn der Strecke |
| |                                                                                             |                                                                                 |                                                                                 |
| Abzweig geradeaus und von rechts |                                                                                             | Strecke von Lüttich                                                             | Strecke von Lüttich                                                             |
| Bahnhof | 1,870                                                                                       | Aachen Hbf (seit 1905)                                                          | Aachen Hbf (seit 1905)                                                          |
| |                                                                                             | Strecke nach Köln                                                               |                                                                                 |
| |                                                                                             |                                                                                 |                                                                                 |
| Quellen: |                                                                                             |                                                                                 |                                                                                 |

Die Bahnstrecke Aachen–Mönchengladbach ist eine wichtige Eisenbahnhauptstrecke im westlichen Rheinland und Teil der Relation Ruhrgebiet–Belgien. Sie wird täglich von Reise- und Güterzügen befahren.
Maßgeblich an der Entwicklung dieser Strecke beteiligt waren die Aachen-Düsseldorf-Ruhrorter Eisenbahn-Gesellschaft und die Bergisch-Märkische Eisenbahn-Gesellschaft.

## Geschichte

### Entstehung
Die Planung für den Bau der Strecke erfolgte zunächst durch die Aachen-Neuß-Düsseldorfer Eisenbahn-Gesellschaft, welche am 21. August 1846 vom preußischen Staat die Konzession zum Bau der Strecke Aachen–Neuss–Düsseldorf-Oberkassel erhielt. Da die Gesellschaft ebenso wie die Ruhrort-Crefeld-Kreis Gladbacher Eisenbahn-Gesellschaft während des Baus in finanzielle Schwierigkeiten geriet, wurden beide 1850 auf eigenen Wunsch der Königlichen Direktion der Aachen-Düsseldorf-Ruhrorter Eisenbahn unterstellt, existierten jedoch als Aktiengesellschaften weiter.
Die Strecke konnte in folgenden Teilabschnitten eröffnet werden:
| Streckenabschnitt      | Strecken-km | Eröffnet          |
| ---------------------- | ----------- | ----------------- |
| Mönchengladbach–Rheydt | 3,8         | 12. August 1852   |
| Rheydt–Herzogenrath    | 44,0        | 12. November 1852 |
| Herzogenrath–Aachen    | 13,2        | 17. Januar 1853   |

Bis 1854 wurde die Aachen-Düsseldorf-Ruhrorter Eisenbahn alleinige Betreiberin der Strecke und blieb es bis zum 31. Dezember 1865. Ab dem 1. Januar 1866 übernahm die mehrheitlich im Besitz des preußischen Staats befindliche Bergisch-Märkische Eisenbahn-Gesellschaft (BME) alle Strecken der Aachen-Düsseldorf-Ruhrorter Eisenbahn-Gesellschaft. Letztere wurde mit der Übernahme durch die BME aufgelöst.
Eine alternative Trassenführung über Eschweiler, Jülich und Hottorf (bei Linnich) wurde nicht näher in Betracht gezogen.

### Verlegung der Streckenführung innerhalb Aachens 1910
Ursprünglich begann die Strecke im Bahnhof Aachen Marschierthor. Dieser befand sich auf Höhe des Marschiertors an der Stelle, wo sich heute die Werkstatt Aachen der DB Regio auf der Nordseite des Aachener Hauptbahnhofes befindet.
Im Jahr 1910 wurde wegen des Abrisses des Bahnhofs Templerbend, der durch den Bahnhof Aachen West ersetzt wurde, ein Teilstück der Strecke in Aachen verlegt. Der Bahnhof Templerbend lag in Nord-Süd-Richtung unmittelbar hinter dem heutigen Abzweig der Montzenroute. Von dort verlief die Strecke nach einer leichten Linkskurve am Fuße des Lousberg und der Roermonder Straße entlang Richtung Nordosten direkt durch das heutige westliche Aachener Stadtgebiet bis zum damaligen Bahnhof Richterich. Der ehemalige Verlauf über einen hohen Bahndamm in Laurensberg, ungefähr östlich parallel zur heutigen Roermonder Straße, ist heute noch auf Luftbildern nachvollziehbar.

### Elektrifizierung
Nachdem Aachen bereits 1966 von elektrisch betriebenen Fahrzeugen erreicht wurde (über die Strecke Köln – Brüssel – Oostende), wurde auch der Streckenabschnitt zwischen Aachen-West und Mönchengladbach elektrifiziert. Am 22. Mai 1968 fand die Eröffnungsfahrt hierzu statt.

### Umbau 2007

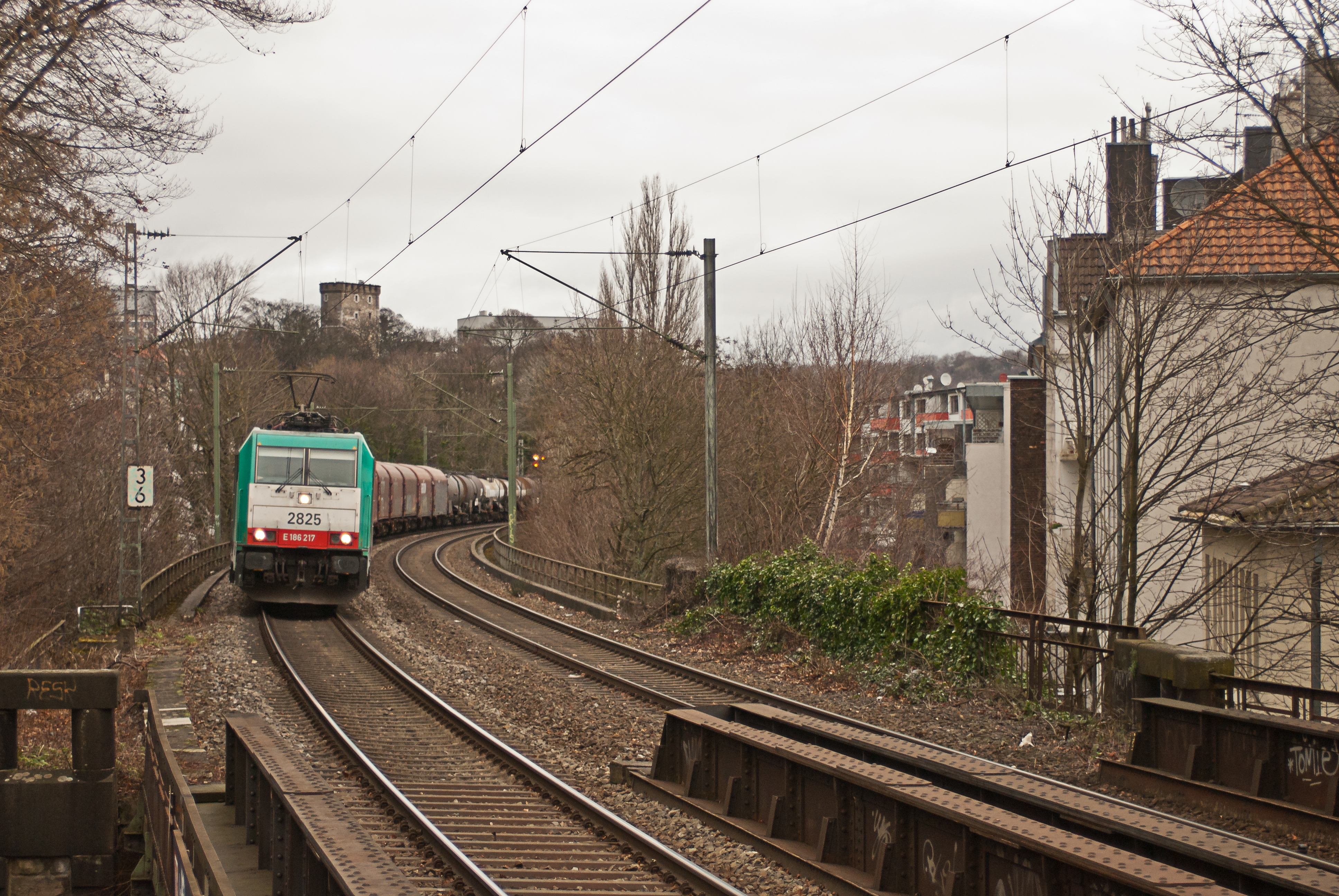
Güterzug im Nadelöhr Aachen West, Aachen Schanz und Aachen HBF

Zwischen Übach-Palenberg und Rheydt Hauptbahnhof wurde die Strecke im Jahr 2007 an das elektronische Stellwerk (ESTW) Grevenbroich angeschlossen. Bei den Baumaßnahmen in den Jahren 2006 und 2007 wurden u. a. neue Ks-Signale aufgestellt und die letzten Formsignale an der Strecke im Bahnhof Lindern und zwischen der Blockstelle Herrath und Rheydt Hauptbahnhof entfernt. Die Bahnhöfe Wickrath, Übach-Palenberg und Erkelenz wurden zu Haltepunkten umgebaut, der Bahnhof Lindern zu einer Haltestelle, da der Haltepunkt Lindern mit der Abzweigstelle, an der die Bahnstrecke Lindern–Heinsberg (Rheinl) auf freier Strecke begann, örtlich verbunden war. Für die Wiederaufnahme des Schienenpersonennahverkehrs auf der Strecke nach Heinsberg wurde Lindern im Herbst 2013 wieder zu einem Bahnhof umgebaut.
Im Aachener Hauptbahnhof entstand bis 2007 ebenfalls ein neues ESTW, weswegen auch dort Ks-Signale die alten Lichtsignale ersetzen.

### Überlasteter Schienenweg
Am 11. November 2019 wurde die Strecke zwischen Aachen Hauptbahnhof und Aachen West zum überlasteten Schienenweg erklärt.

### Planungen
Die Strecke zwischen Aachen und Mönchengladbach soll bis 2029 mit dem European Train Control System (ETCS) in Level 2 ausgerüstet werden. Die bestehenden ortsfesten Lichtsignale und die Punktförmige Zugbeeinflussung sollen dabei außer Betrieb genommen werden. Der Aufgabenträger go.Rheinland kritisierte die Planungen, da eine Nachrüstung der im SPNV eingesetzten Triebfahrzeuge mit ETCS nicht rechtzeitig umsetzbar sei. Er fordert daher eine Ausrüstung Doppelausrüstung der Strecke mit ETCS und ortsfesten Signalen.

## Gegenwärtiger Betrieb
Im Regionalverkehr verkehren auf der Gesamtstrecke der stündliche Wupper-Express (RE 4) und die stündliche Rhein-Niers-Bahn (RB 33). Dabei bedient die Regionalbahn alle Halte, der Regional-Express alle Halte mit Ausnahme von Kohlscheid, Brachelen, Herrath und Wickrath. Ab Mönchengladbach benutzen die beiden Züge getrennte Strecken (Rhein-Niers-Bahn weiter über die Bahnstrecke Duisburg-Ruhrort–Mönchengladbach nach Duisburg, anschließend über Mülheim nach Essen, Wupper-Express weiter über die Bahnstrecke Mönchengladbach–Düsseldorf bis Düsseldorf, anschließend über Wuppertal und Hagen nach Dortmund).
Die Rhein-Niers-Bahn wird in Lindern zur Bedienung der Strecke nach Heinsberg geflügelt. Außerdem gibt es nachts eine direkte Regional-Express-Verbindung von Aachen zum Bahnhof Düsseldorf Flughafen Terminal. Zusätzlich verdichtet wird der Abschnitt zwischen Aachen und Herzogenrath im Halbstundentakt durch die Euregiobahn (RB 20), die von Herzogenrath weiter nach Alsdorf sowie stündlich darüber hinaus nach Stolberg (Rheinland) Hauptbahnhof verkehrt, und den im Halbstundentakt verkehrenden LIMAX (RE 18) nach Maastricht.
Der Abschnitt zwischen Mönchengladbach Hauptbahnhof und Rheydt Hauptbahnhof wird außerdem vom Rhein-Erft-Express (RE 8) und der Rhein-Erft-Bahn (RB 27) nach Koblenz sowie der Schwalm-Nette-Bahn (RB 34) nach Dalheim benutzt.

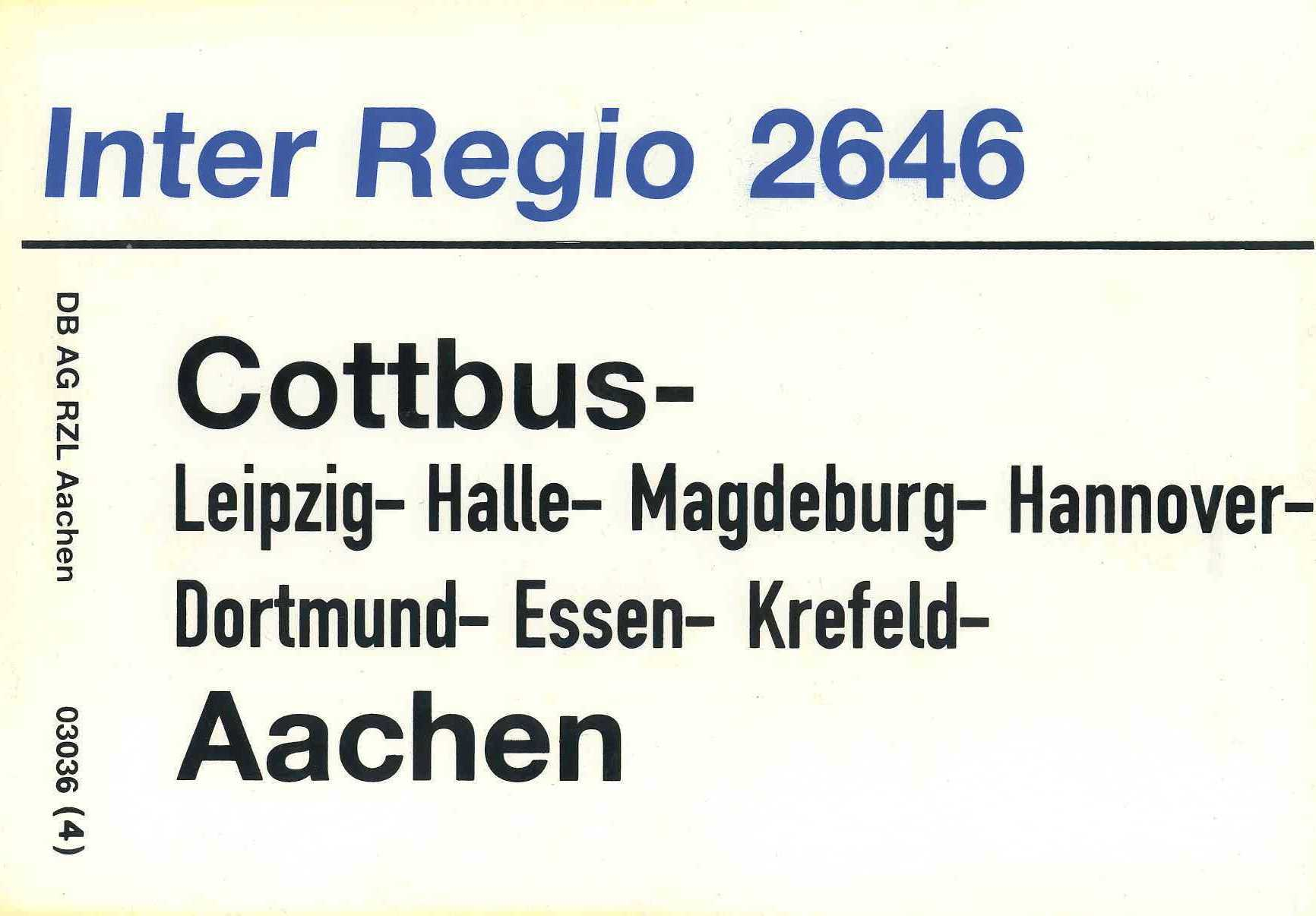
Zugschild des InterRegio 2646

Im Fernverkehr gab es zwischen 1991 und 2001 einen Interregio in Richtung Ostdeutschland, der Aachen, Mönchengladbach, Herzogenrath und Geilenkirchen (zwischen 1999 und 2001 auch Erkelenz und Rheydt) bediente, nennenswerten Fernverkehr gab es davor bis 1981 lediglich mit dem D-Zugpaar 340/341 zwischen Aachen und Berlin Friedrichstraße. Seit dem Fahrplanwechsel am 13. Dezember 2009 verkehrt mit den IC 1918/1919 von und nach Berlin erstmals seit der Einstellung des Interregios wieder planmäßiger Fernverkehr mit Zwischenhalten in Mönchengladbach, Rheydt, Herzogenrath und Aachen auf der Strecke. Seit Dezember 2020 sind in gleicher Relation einzelne Intercity-Express unterwegs.
Im Güterverkehr wird die Strecke derzeit als Alternative zum Eisernen Rhein genutzt. Züge aus Belgien ins Ruhrgebiet kommen von der Montzenroute und fahren vom Bahnhof Aachen West zumindest bis Rheydt Güterbahnhof. Dort besteht die Möglichkeit, die Güterumgehungsbahn Mönchengladbach zu nutzen, oder die Züge fahren über Mönchengladbach Hauptbahnhof direkt weiter auf der Strecke nach Duisburg.
In der Frequenz stärker als auf dem Streckenteil zwischen Aachen West und Mönchengladbach ist der Güterzugverkehr allerdings auf dem kürzeren, unmittelbar durch die Aachener Innenstadt führenden Streckenteil zwischen Aachen West und Aachen Hauptbahnhof. Ein Grund hierfür ist u. a., dass die bereits vom Aachener Hauptbahnhof nach Belgien abzweigende Strecke nach Lüttich dicht mit Personenzügen des Nah- und Fernverkehrs belegt und u. a. aufgrund der Ronheider Rampe topografisch schwieriger ist. Deshalb werden von oder über Köln fahrenden Güterzüge nach Belgien und umgekehrt nicht über diese Strecke, sondern die Montzenroute geführt.
Der lokale Güterverkehr auf der Strecke ist jedoch nach Schließung der Zechen des Aachener Steinkohlenreviers und Angebotsveränderungen seitens der Bahn, etwa durch das Programm Mora C, bedeutungslos geworden und beschränkt sich (Stand Februar 2014) auf gelegentliche Düngemittelverkehre mit Tds-Wagen zum Gleisanschluss der WestEnergie und Verkehr in Geilenkirchen.

Gegenwärtiger Betrieb
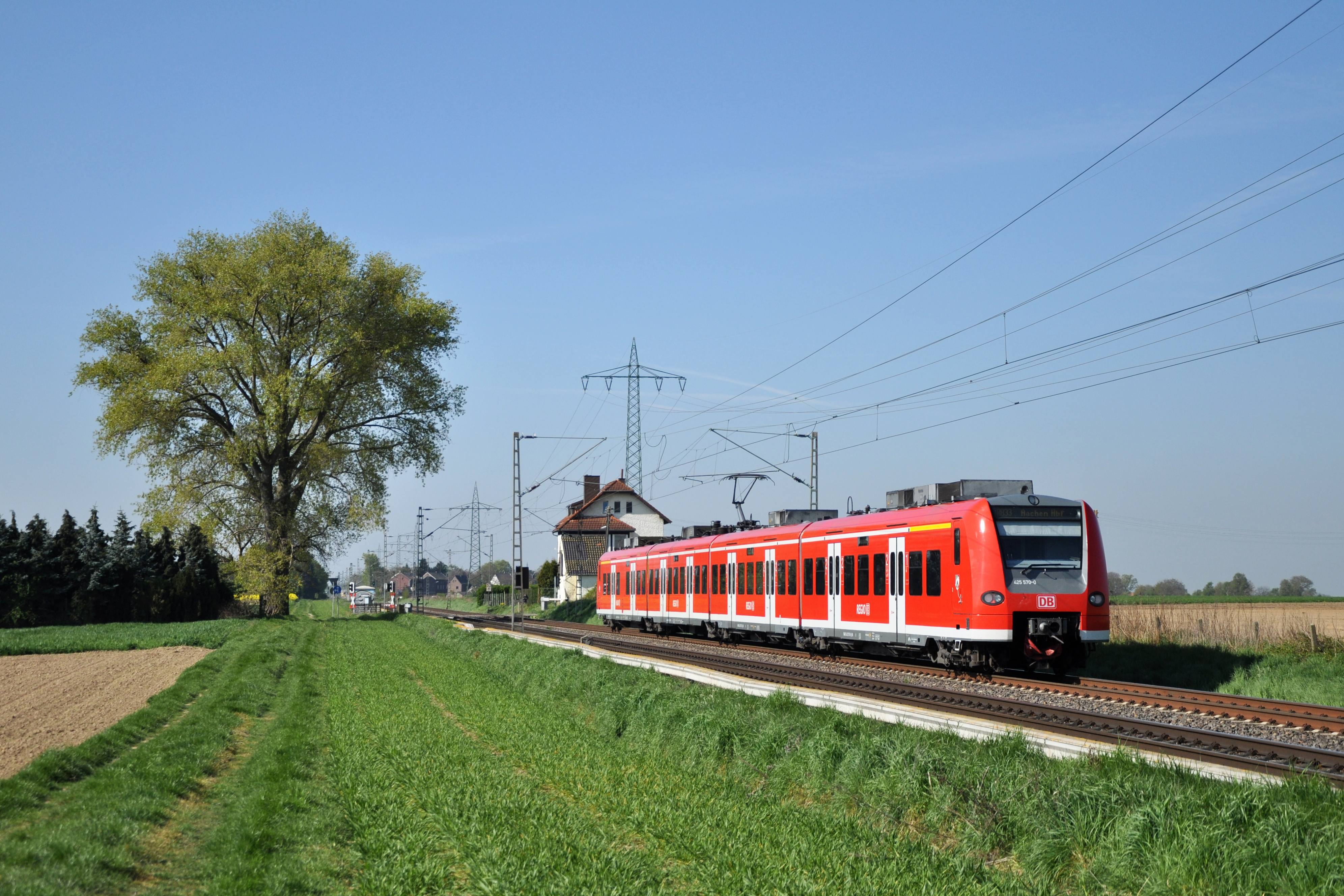
Rhein-Niers-Bahn zwischen den Bahnhöfen von Herrath und Wickrath
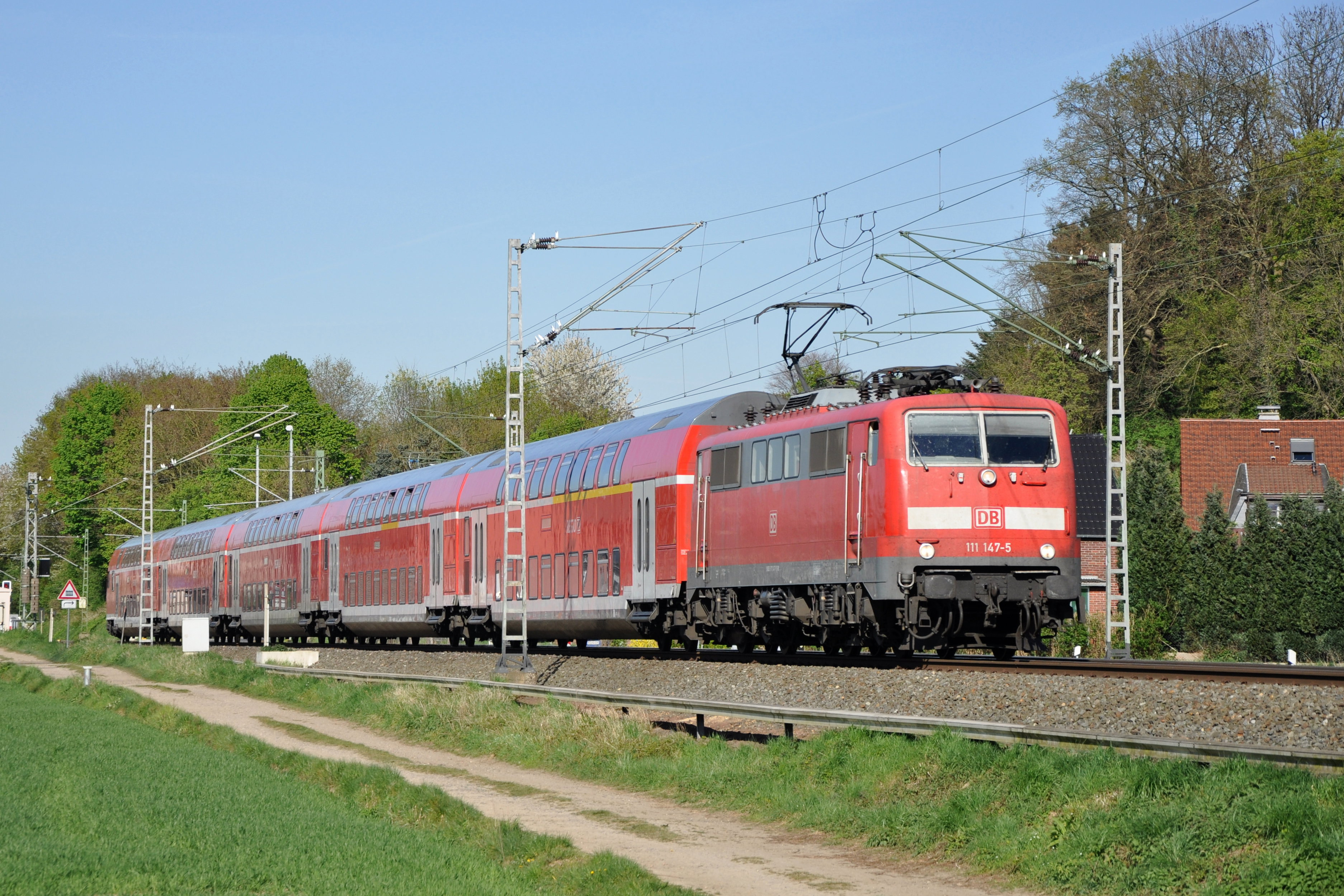
Der Wupper-Express bei Geilenkirchen
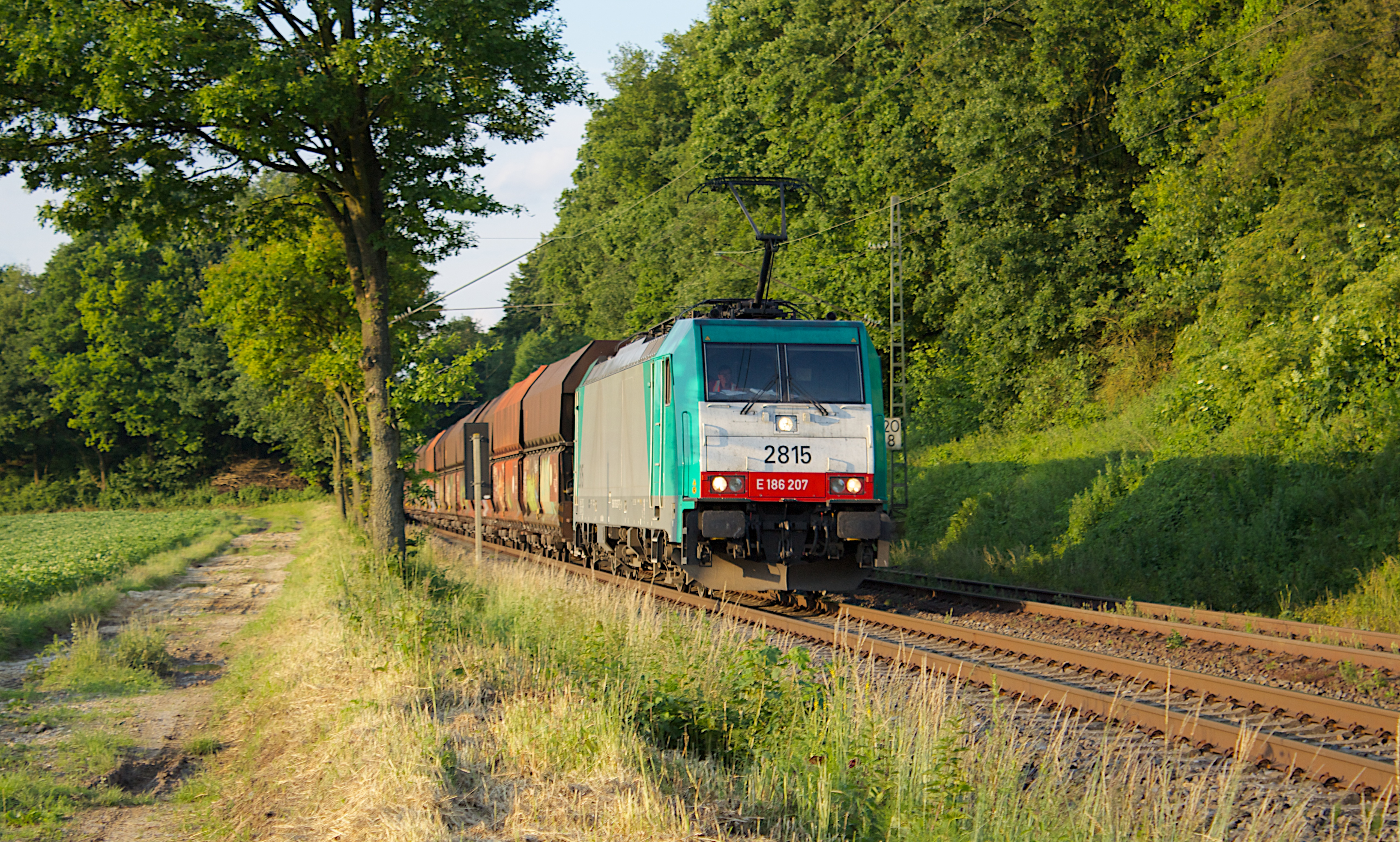
Ganzzug zwischen Übach-Palenberg und Herzogenrath
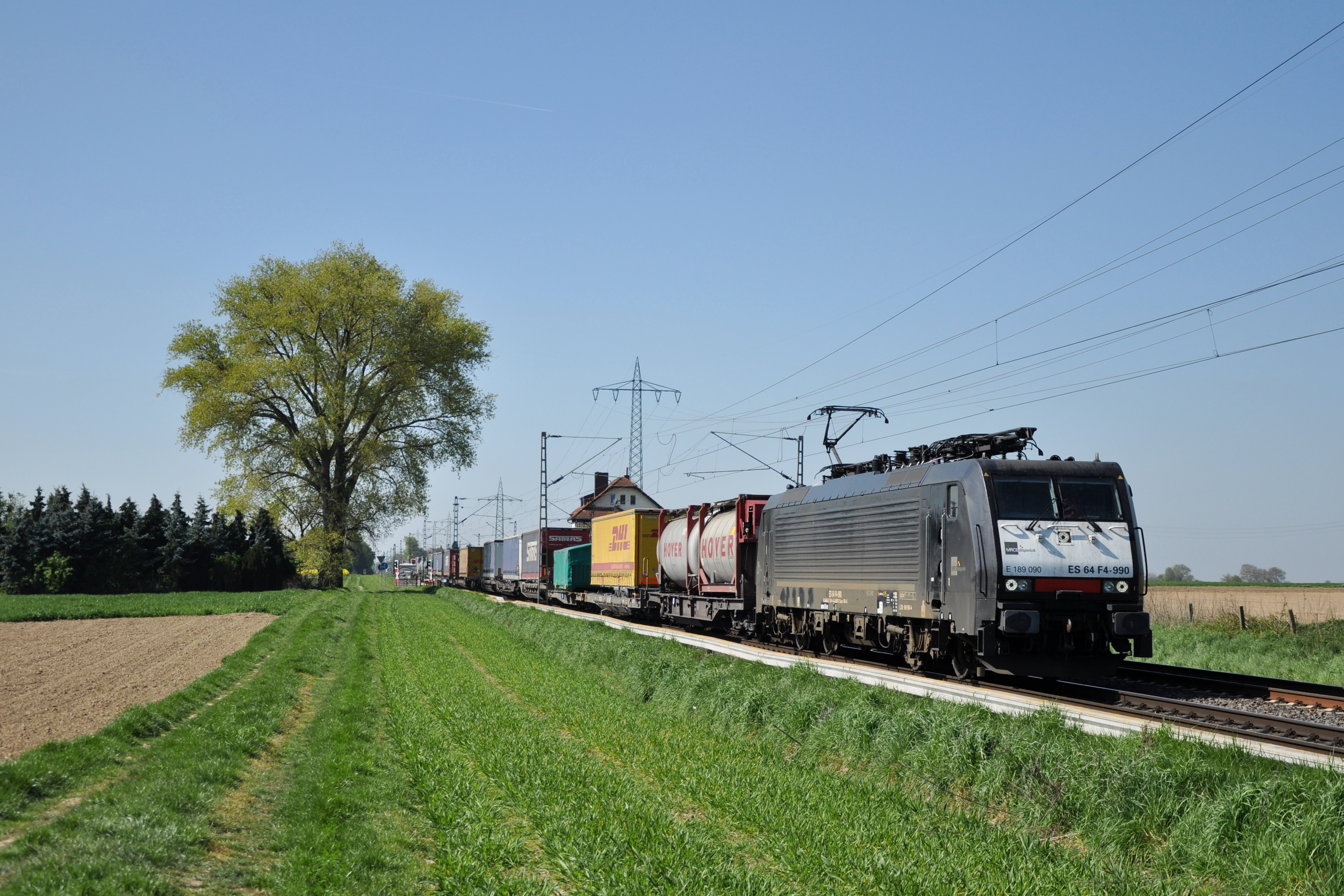
Zug des kombinierten Ladungsverkehrs bei Herrath
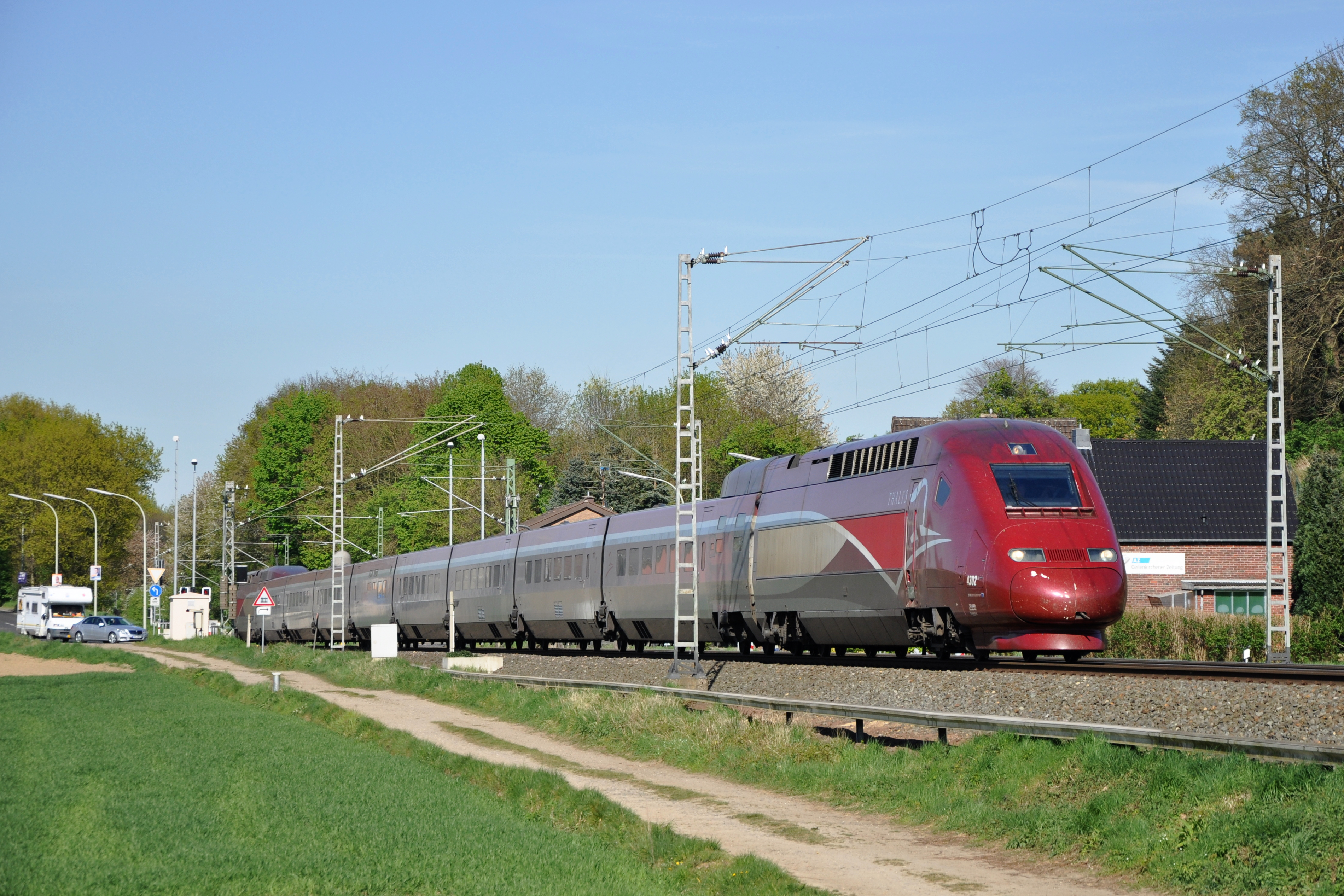
Gelegentlich werden Fernverkehrszüge wie der Thalys über die Strecke umgeleitet

## Streckenbeschreibung

### Streckenverlauf

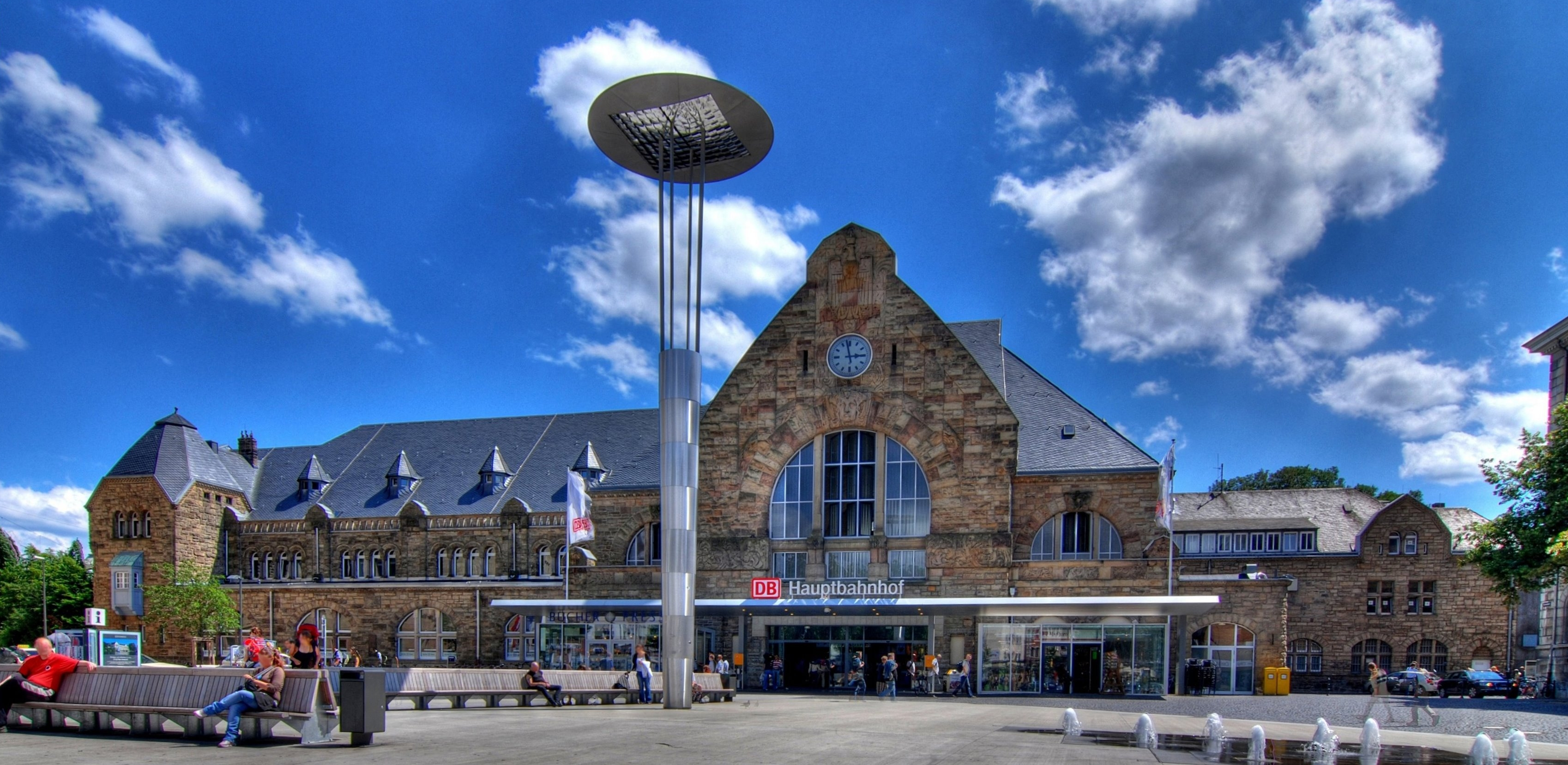
Aachen Hauptbahnhof

Die Strecke hat ihren Ausgangspunkt in Aachen Hauptbahnhof, dem gemeinsamen Anfangs- bzw. Endbahnhof der Strecken aus Richtung Belgien und von Köln mit der Strecke nach Mönchengladbach. Kurz hinter dessen Ausfahrsignalen folgt der erst 2004 eröffnete Haltepunkt Aachen Schanz. Im sich anschließenden Bahnhof Aachen West zweigt die ausschließlich im Güterverkehr genutzte Montzenroute nach Belgien ab.
Nachdem die Strecke zunächst auf einem hohen Damm am Westteil Aachens vorbeigeführt wird, folgt ein tiefer Einschnitt, in dem der ehemalige Bahnhof und die heutige Überleitstelle Richterich liegt. Im Bahnhof Richterich befand sich auch der Abzweig der Bahnstrecke Aachen–Maastricht über Simpelveld zur dortigen Bahnstrecke Schaesberg–Simpelveld. Der auf die Überleitstelle folgende Bahnhof Kohlscheid ist das Ende der 4,2 Kilometer langen und eine Steigung von 14 Promille aufweisenden Kohlscheider Rampe. Früher mussten schwere Züge in Richtung Aachen von Herzogenrath bis Kohlscheid nachgeschoben werden, um die Steigung der Rampe zu überwinden. Außerdem war Kohlscheid Ausgangspunkt der heute fast vollständig rückgebauten Bahnstrecke Stolberg–Kohlscheid über Würselen.
In Herzogenrath zweigen die von der euregiobahn befahrene Bahnstrecke Stolberg–Herzogenrath und die vom LIMAX befahrene Bahnstrecke Sittard–Herzogenrath ab. Außerdem besitzt die Herzogenrather Glasfabrik Saint-Gobain einen Anschluss. Ab Herzogenrath verläuft die Strecke bis Geilenkirchen durch das Tal der Wurm, die abschnittsweise die Grenze zu den Niederlanden bildet.
Der auf den Haltepunkt Übach-Palenberg folgende Bahnhof Geilenkirchen diente einst als Umsteigeknoten zu den Strecken der Geilenkirchener Kreisbahn nach Tüddern und Alsdorf. Gegenwärtig zeugt nur noch der normalspurige Gleisanschluss der WestEnergie und Verkehr von der Kreisbahn-Ära. Ab dem Bahnhof Lindern, wo eine Nebenbahn zur Kreisstadt Heinsberg abzweigt, wird das Terrain flacher. Hinter Lindern, im Abschnitt Lindern–Brachelen–Baal, führt die Strecke auf einem hohen Bahndamm durch die Rurniederung, der gleichnamige Fluss wird mit einer Betonbrücke überquert.
Mit dem Turmbahnhof Baal wird schließlich der nächste Knotenpunkt erreicht. An jenem Bahnhof kreuzte sich bis 1980 die Bahnstrecke Jülich–Dalheim im unteren Bahnhofsteil mit der Strecke Aachen–Mönchengladbach im oberen Bahnhofsteil. Hinter dem Bahnhof Baal durchquert die Strecke das überwiegend landwirtschaftlich geprägte Land der Erkelenzer Börde.
Im Güterbahnhof Rheydt zweigt die frühere Bahnstrecke Krefeld–Rheydt und heutige Mönchengladbacher Güterumgehungsbahn ab, auf der Güterzüge den viel befahrenen Abschnitt zwischen Rheydt Hauptbahnhof und Mönchengladbach Hauptbahnhof umfahren können, um im Bahnhof Viersen-Helenabrunn auf die Strecke Mönchengladbach–Duisburg zu gelangen. Des Weiteren befindet sich dort eine Abstellanlage für die Züge zum Siemens-Prüfcenter in Wegberg-Wildenrath.
Zwischen dem Güterbahnhof und dem Rheydter Hauptbahnhof verläuft der Eiserne Rhein aus Dalheim auf einem Streckengleis parallel zur Bahnstrecke Aachen–Mönchengladbach. Im Hauptbahnhof enden die Strecken aus Köln und Dalheim.
Das Zusammentreffen dieser Strecken in Rheydt führt zur hohen Auslastung des letzten Abschnitts der Strecke bis zum Mönchengladbacher Hauptbahnhof. Von dort führen Strecken weiter über Krefeld nach Duisburg und über Neuss nach Düsseldorf.

Bahnstrecke Aachen-Mönchengladbach
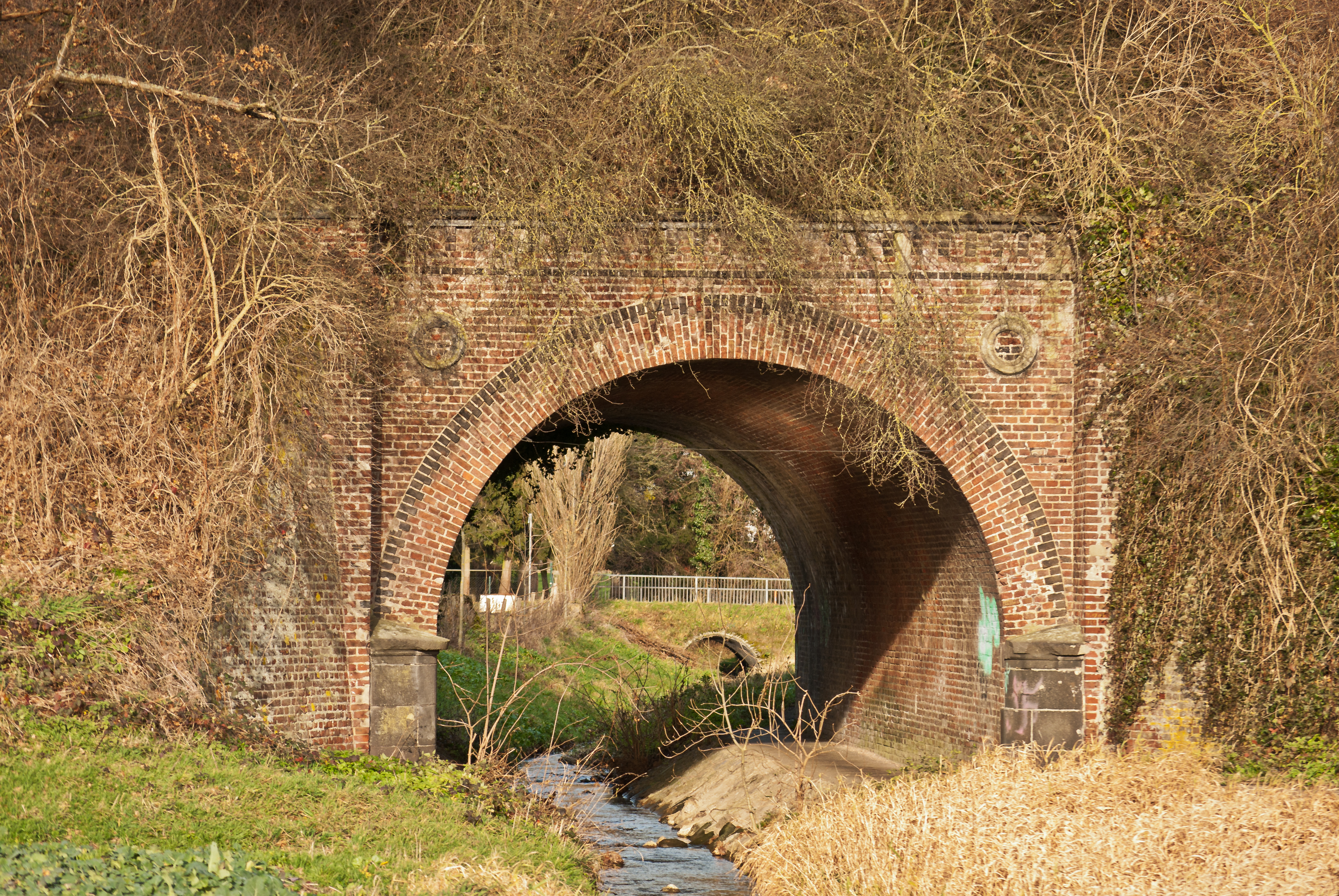
Durchlass aus der Zeit der Errichtung der Strecke für das Beeckfließ im Bahndamm zwischen den Stationen Geilenkirchen und Lindern
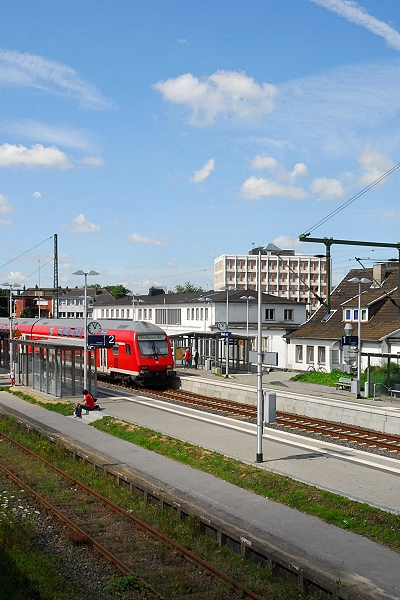
Bahnhof Erkelenz
Formsignale im Bahnhof Wickrath
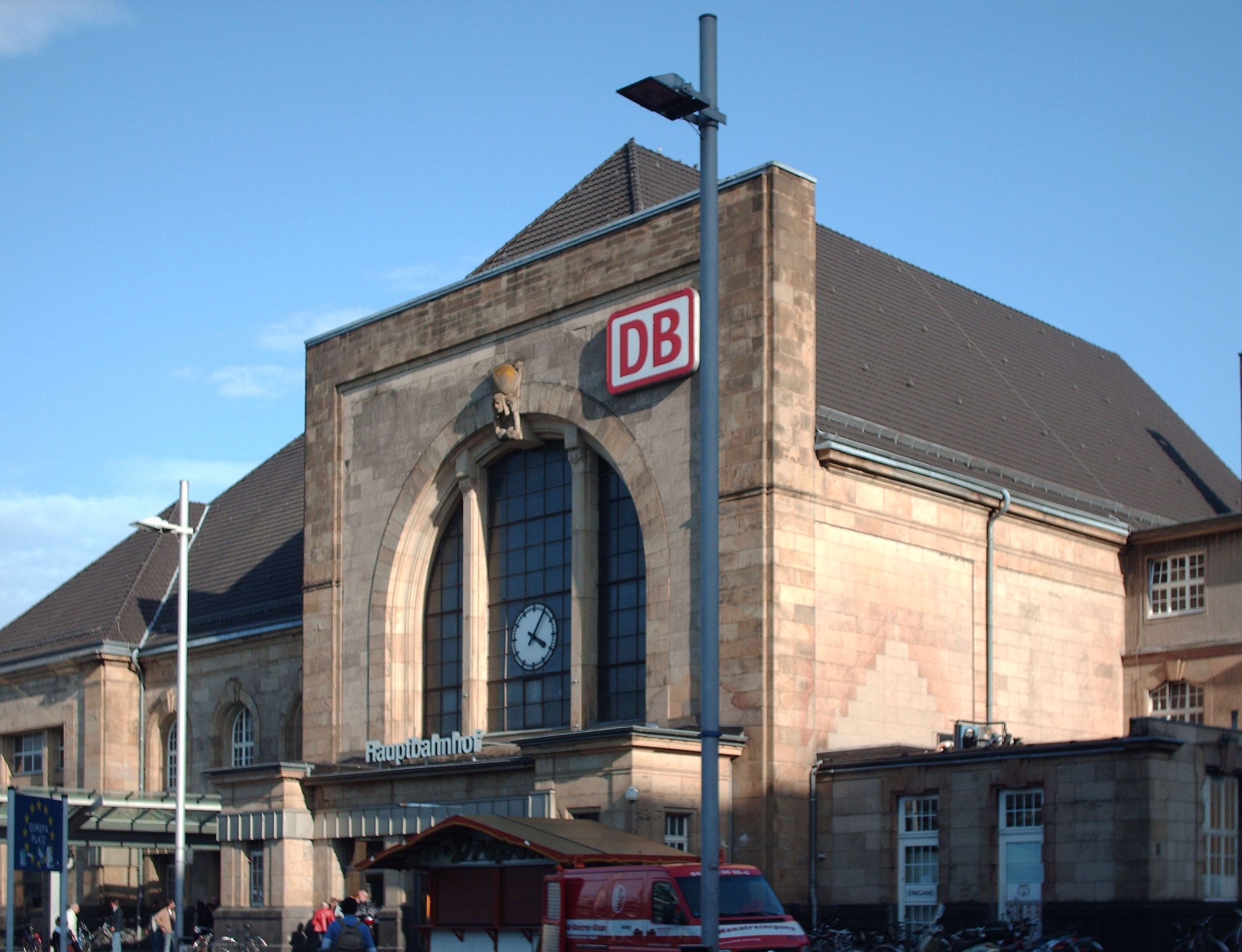
Mönchengladbach Hauptbahnhof

### Aachen Hauptbahnhof

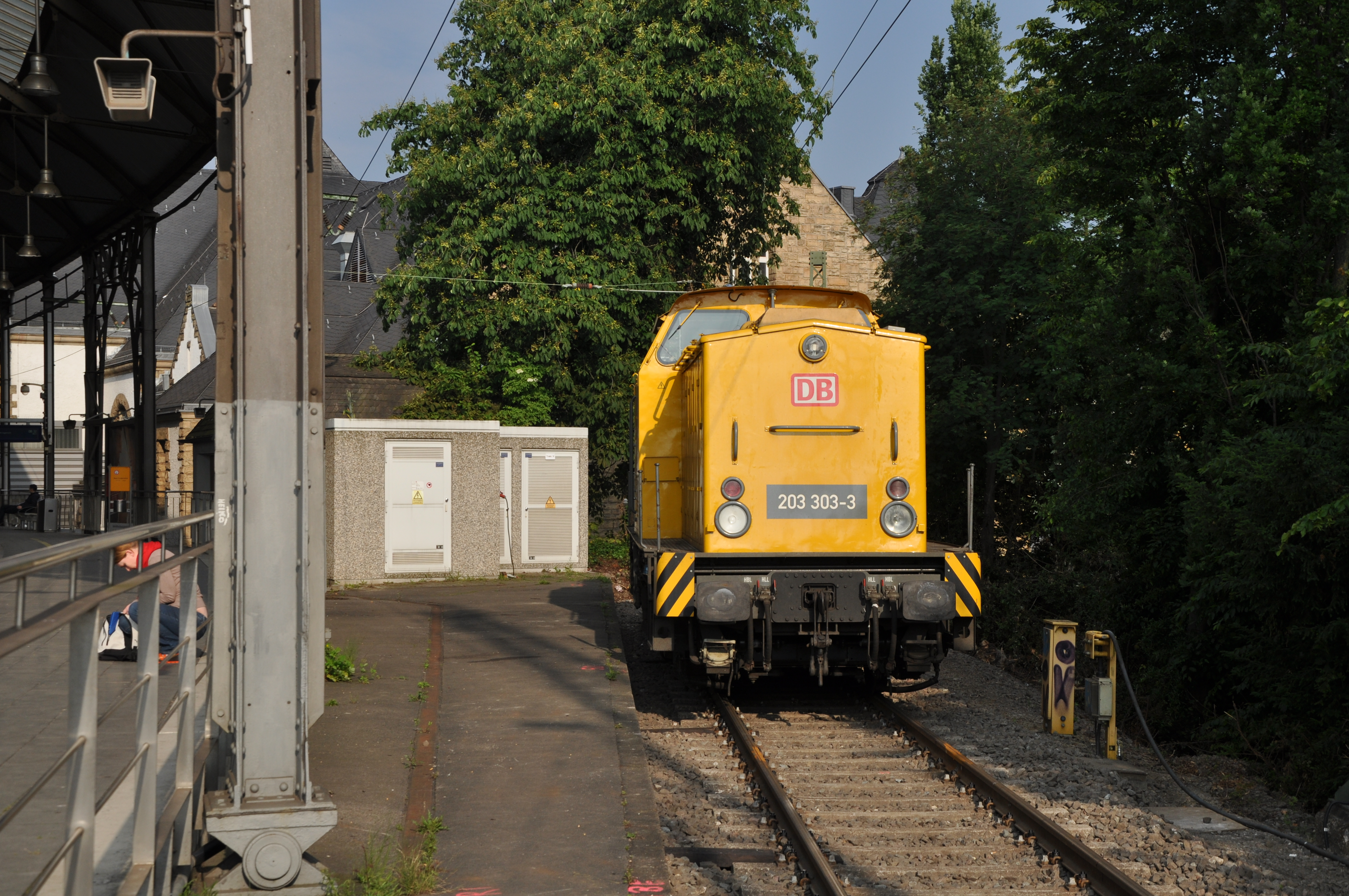
An der Ostseite des Aachener Hauptbahnhofs befinden sich Stumpfgleise, die häufig zur Abstellung von Lokomotiven genutzt werden

Aachen Hauptbahnhof ist der größte der drei in Betrieb befindlichen Bahnhöfe in der Stadt Aachen, die außerdem noch über zwei Haltepunkte verfügt. Hier halten die Fernverkehrszüge Thalys (von Essen über Lüttich und Brüssel Süd nach Paris Nord) und Intercity-Express (Frankfurt – Köln – Brüssel Süd) sowie Nahverkehrszüge der Linien RE 1 (NRW-Express), RE 4 (Wupper-Express), RE 9 (Rhein-Sieg-Express), RE 18  (LIMAX), RB 20 (Euregiobahn), RE 29 (euregioAIXpress) und  RB 33 (Rhein-Niers-Bahn). Mit Ausnahme der Euregiobahn enden und beginnen alle genannten Nahverkehrslinien im Aachener Hauptbahnhof.

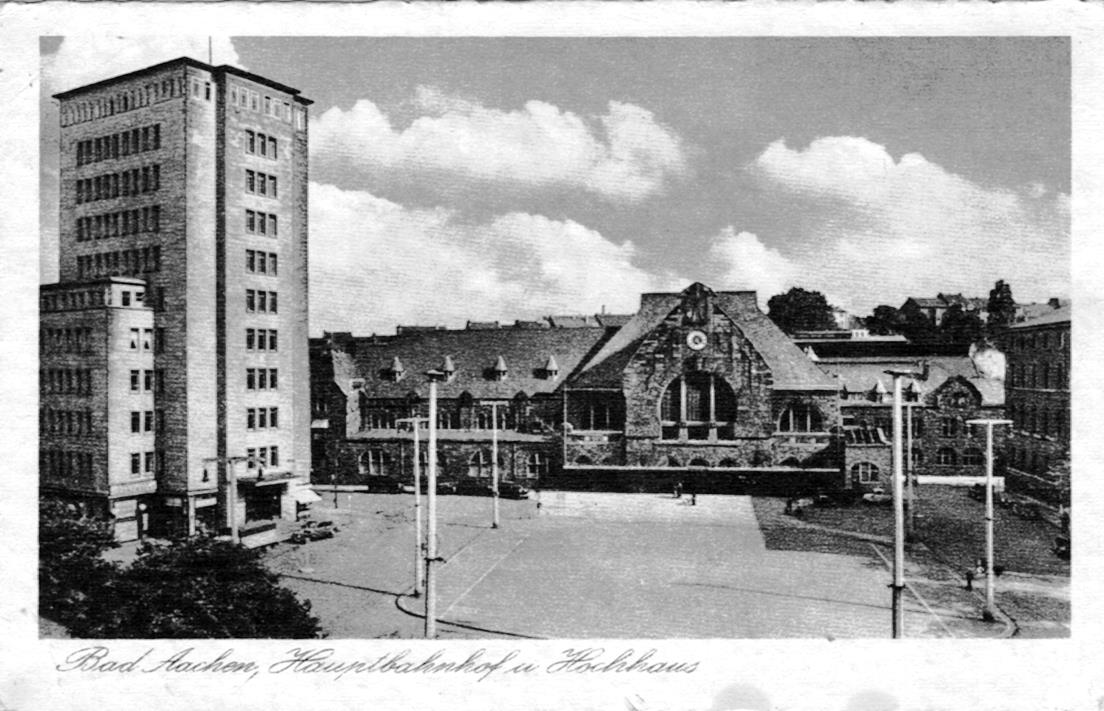
Das heutige Empfangsgebäude, aufgenommen vor 1938

Die Rheinische Eisenbahn-Gesellschaft eröffnete 1841 den Rheinischen Bahnhof als Endpunkt der Bahnstrecke Köln–Aachen. Das heutige Empfangsgebäude und die Bahnhofshalle stammen aus dem Jahr 1905, als der Bahnhof im Zuge der Zusammenlegung mit dem Bahnhof Aachen Marschierthor, Endpunkt der Bahnstrecke Aachen–Mönchengladbach, umgebaut wurde. Im Vorfeld der Elektrifizierung des Bahnhofs wurden 1966 die Gleise innerhalb der Bahnhofshalle neu angeordnet, seitdem verfügt der Aachener Hauptbahnhof über neun Bahnsteiggleise, von denen vier als Systemtrennstelle ausgeführt sind: Die Oberleitungen sind so geschaltet, dass sie sowohl den in Deutschland verwendeten Wechselspannung mit 15 Kilovolt 16,7 Hertz als auch den in Belgien verwendeten Gleichspannung mit 3 Kilovolt bereitstellen können. Seit 2003 ist im Empfangsgebäude eine 3-S-Zentrale untergebracht.
Im Aachener Hauptbahnhof halten alle Züge des Nah- und Fernverkehrs; mit Ausnahme von ICE International, Thalys und der Euregiobahn beginnen und enden hier alle Züge. Westlich des Bahnhofs befindet sich ein Betriebswerk von DB Regio AG, Region NRW, in dem die Fahrzeuge des NRW-Express, des Rhein-Sieg-Express und der Euregiobahn instand gehalten werden.

### Bahnhof Aachen Marschierthor
Die Epoche der Eisenbahn begann in Aachen am 1. September 1841 mit der Eröffnung der Strecke von Köln nach Aachen durch die Rheinische Eisenbahn-Gesellschaft. Dazu errichtete die Rheinische Eisenbahn im klassizistischen Stil außerhalb der Stadtmauern westlich des Burtscheider Viadukts den Rheinischen Bahnhof. 1853 erreichte die von der Aachen-Düsseldorf-Ruhrorter Eisenbahn-Gesellschaft gebaute Bahnstrecke von Mönchengladbach die Stadt Aachen. Der Endpunkt dieser Strecke war der Bahnhof Aachen Marschierthor, der vier Bahnsteiggleise, ein eigenständiges, 4½-geschossiges Empfangsgebäude, mehrere Güterschuppen und Ladestraßen und eine Werkstatt besaß. Der Bahnhof Aachen Marschierthor wurde in Nachbarschaft zum Marschiertor und unmittelbar westlich des Rheinischen Bahnhofs errichtet; es existierte ein Verbindungsgleis zwischen den beiden Bahnhöfen.
Gegen Ende des 19. Jahrhunderts wurden sowohl die Rheinische Eisenbahn-Gesellschaft als auch die Aachen-Düsseldorf-Ruhrorter Eisenbahn-Gesellschaft verstaatlicht und gingen in den Preußischen Staatseisenbahnen auf. Die Preußischen Staatseisenbahnen benötigten jedoch keine zwei unmittelbar nebeneinanderliegenden Bahnhöfe.
Außerdem umschloss durch das Wachstum der Stadt die Bebauung die beiden Bahnhöfe, durch die ebenerdigen Gleise kam es immer öfter zu Schwierigkeiten mit dem zunehmenden Straßenverkehr. Daher beschloss die Preußische Staatseisenbahn den Bau eines neuen Zentralbahnhofes. Der Aachener Hauptbahnhof wurde an der Stelle des Rheinischen Bahnhofs gebaut, Aachen Marschierthor abgerissen. Auf dem Gelände des nicht mehr benötigten Bahnhofs Aachen Marschierthor wurde das Bahnbetriebswerk Aachen Hauptbahnhof errichtet.

### Haltepunkt Aachen Schanz

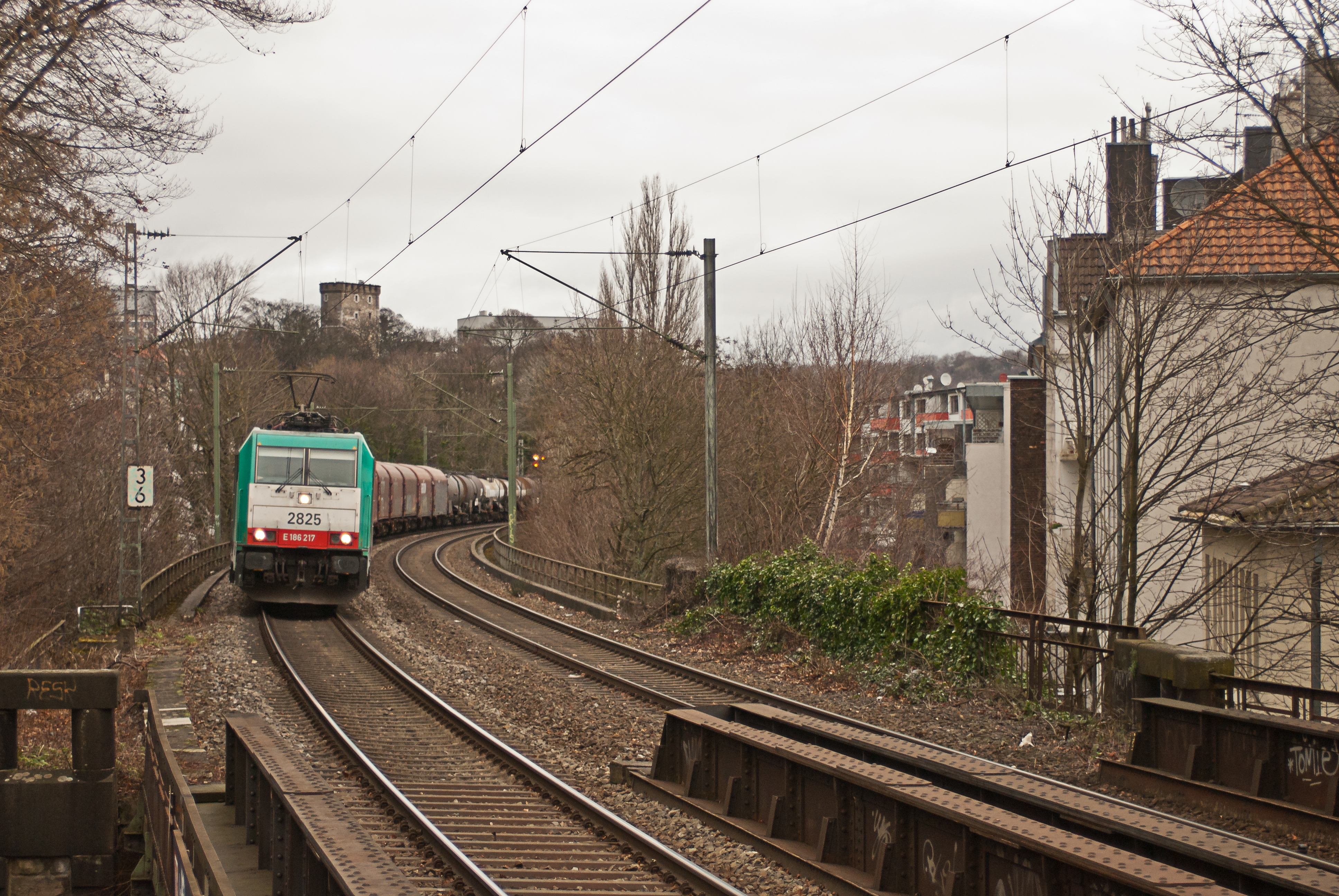
Gemischter Güterzug mit einer Baureihe 28 der SNCB am Haltepunkt Aachen Schanz

Die Neueinrichtung des Bahnhofs Aachen Schanz im Jahr 2004 war Bestandteil des verkehrspolitischen Stufenkonzeptes Aachen 2000–2010. Für die barrierefreie Zuwegung zu den westlichen Bahnsteiganlagen musste ein Teil der ehemaligen Sportplatzanlage der ersten Turnhalle im Rheinland, die 1866 von Stadtbaumeister Friedrich Joseph Ark errichtet wurde, in Anspruch genommen werden. Der Name Schanz geht auf die am Anfang der heutigen Lütticher Straße gelegenen Lütticher Schanze, einer mittelalterlichen Zwingeranlage der äußeren Aachener Stadtmauer zurück.
Der barrierefrei ausgebaute Haltepunkt liegt zwischen Aachen Hbf und dem Bahnhof Aachen West am westlichen Ende der Innenstadt. Er ist die Station mit dem kürzesten Fußweg in die Altstadt oder zum Aachener Dom. Der Haltepunkt besitzt zwei Außenbahnsteige mit einer Nutzlänge von 145 Metern und einer Bahnsteighöhe von 760 Millimetern. Die Bahnsteige können durch Zugänge von der Vaalser Straße und von der Kreuzung Boxgraben/Lütticher Straße aus erreicht werden.

### Bahnhof Aachen Templerbend

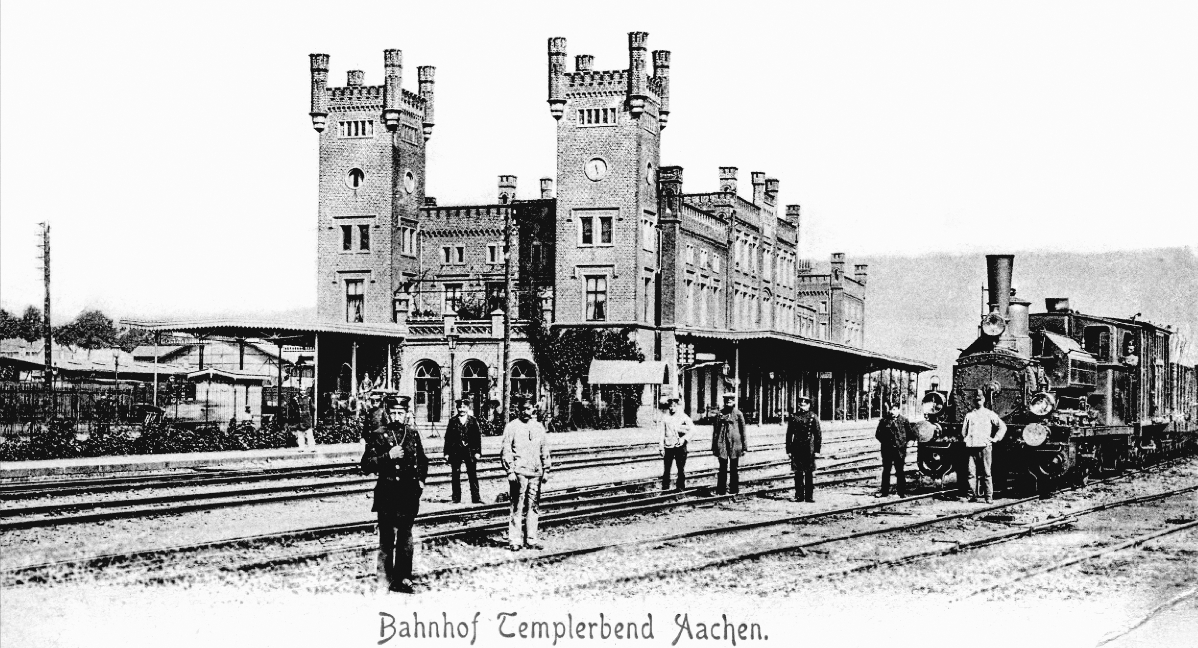
Bahnhof Templerbend um 1900

Auf dem Gelände zwischen Templergraben und Turmstraße, das heute für Parkplätze, Institutsgebäude und das Audimax der RWTH Aachen genutzt wird, befand sich früher der Bahnhof Aachen Templerbend. Dieser wurde 1858 als Ersatz für ein bis dahin an gleicher Stelle bestehendes Provisorium errichtet und diente als Grenzbahnhof zwischen Deutschland und den Niederlanden. Er war als Inselbahnhof angelegt und wurde ursprünglich sowohl von der Aachen-Düsseldorf-Ruhrorter Eisenbahn-Gesellschaft als auch von der Aachen-Maastrichter Eisenbahn-Gesellschaft für die Bahnstrecke Aachen–Maastricht genutzt. Im Jahr 1872 wurde die spätere Montzenroute nach Belgien ebenfalls an den Bahnhof Templerbend angebunden.
Da die RWTH Aachen Anfang des 20. Jahrhunderts expandierte und den vom Bahnhof Templerbend eingenommenen Platz beanspruchte, wurde in direkter Nachbarschaft der neue Bahnhof Aachen West gebaut. Die Verlegung des Bahnhofs machte außerdem auch eine Verlegung der Strecke nach Mönchengladbach zwischen Aachen Templerbend und Richterich erforderlich. Früher verlief diese vom Bahnhof Templerbend am Lousberg entlang parallel zur Roermonder Straße. Der alte Verlauf ist heute noch größtenteils auf Luftbildern erkennbar. In Laurensberg wird der alte Bahndamm noch heute als Höhenpromenade für den „Weißen Weg“ im Pferdelandpark genutzt.

### Bahnhof Aachen West

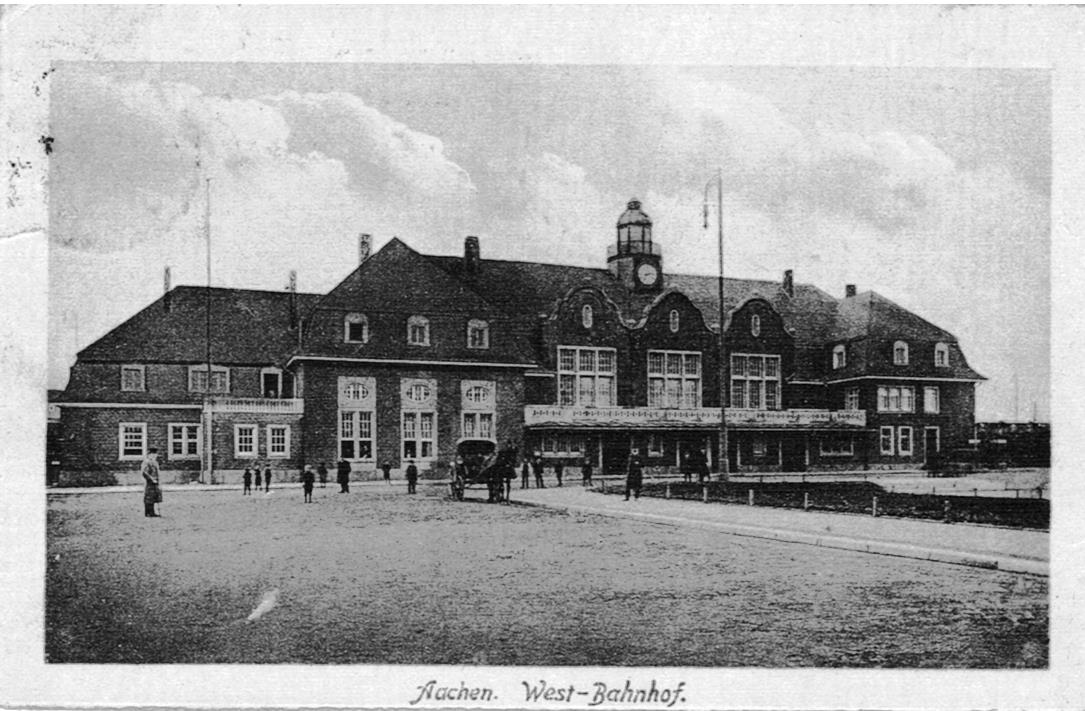
Bahnhof Aachen West (um 1920)

Der Güterbahnhof Aachen West wurde am 1. Oktober 1910 zusammen mit der neuen Trasse eröffnet, der Personenbahnhof am 30. Oktober 1910, einen Tag nach der Schließung des Bahnhofs Templerbend und der Stilllegung der alten Trasse. 1911 wurde der Bahnhof Templerbend schließlich gesprengt. Im Zweiten Weltkrieg wurde das Empfangsgebäude von 1910 zerstört und nach dem Krieg durch einen schlichten Neubau ersetzt. Dieser wurde aber nur bis in die 1990er Jahre als Empfangsgebäude genutzt, danach nutzte bis zum Abriss 2012 eine Diskothek das Gebäude. Parallel dazu wurde das Bahnbetriebswerk auch abgerissen. Teile des Geländes sind dem Campus West der RWTH Aachen gewichen.

### Bahnhof Richterich
Der Stadtteil Richterich hatte früher einen eigenen Bahnhof an der Bahnstrecke Aachen–Mönchengladbach und einen Abzweig zur Bahnstrecke Aachen–Maastricht über Vetschau. Der Personenverkehr für den Bahnhof Richterich wurde 1966 aufgegeben. 1992 wurde die Strecke nach Simpelveld stillgelegt und in Vetschau auf einer Länge von wenigen hundert Metern demontiert. Die Weiche des Abzweiges wurde ausgebaut. Heute befindet sich in Richterich nur noch eine Überleitstelle.
Es ist geplant, an dieser Stelle erneut einen Haltepunkt zu errichten, der durch die Euregiobahn bedient werden soll. Voraussetzung ist die geplante Elektrifizierung der Euregiobahn. Für den Haltepunkt wurde von der Stadt Aachen, dem Aachener Verkehrsverbund, der Nahverkehr Rheinland und der Deutsche Bahn Station & Service im Jahr 2013 eine Machbarkeitsstudie für die sog. „Nordvariante“ in Auftrag gegeben als Ergänzung zu einer bereits 2008 angefertigten Studie für eine „Südvariante“.

### Bahnhof Kohlscheid

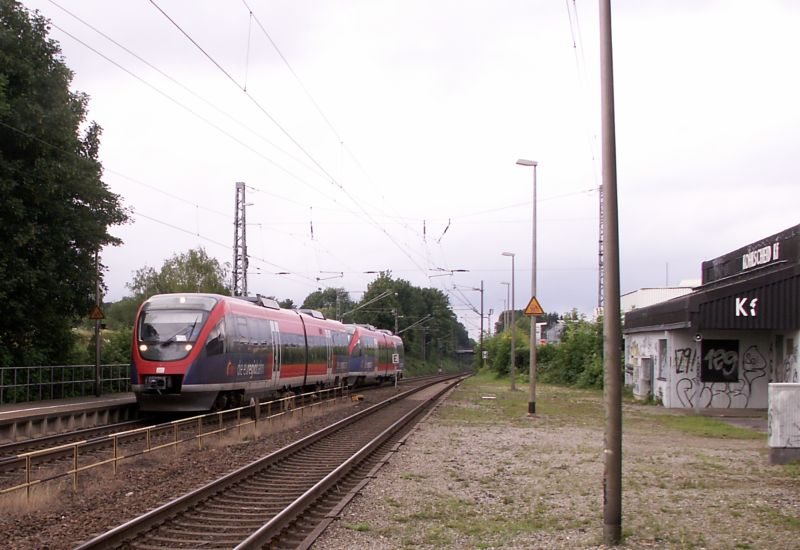
Euregiobahn im Bahnhof Kohlscheid

Der Bahnhof wurde 1853 von der Aachen-Düsseldorf-Ruhrorter Eisenbahn-Gesellschaft in Kohlscheid (seit 1972 Stadtteil von Herzogenrath) gebaut. Am 1. Juni 1892 wurde der Bahnhof zusätzlich an die Strecke nach Stolberg angeschlossen. Der Personenverkehr in Richtung Stolberg wurde zum 20. Mai 1951 eingestellt und das Empfangsgebäude 1976 abgerissen. Der Bahnhof Kohlscheid hat die Streckenkilometrierung 12,2. Der Bahnhof hat vier Gleise; die beiden Außenbahnsteige liegen an den durchgehenden Hauptgleisen hinter den Ausfahrsignalen Richtung Herzogenrath. Das Fahrdienstleiterstellwerk Kf des Bahnhofs wird vom Fahrdienstleiterstellwerk Hf des Bahnhofs Herzogenrath ferngesteuert.

### Bahnhof Herzogenrath

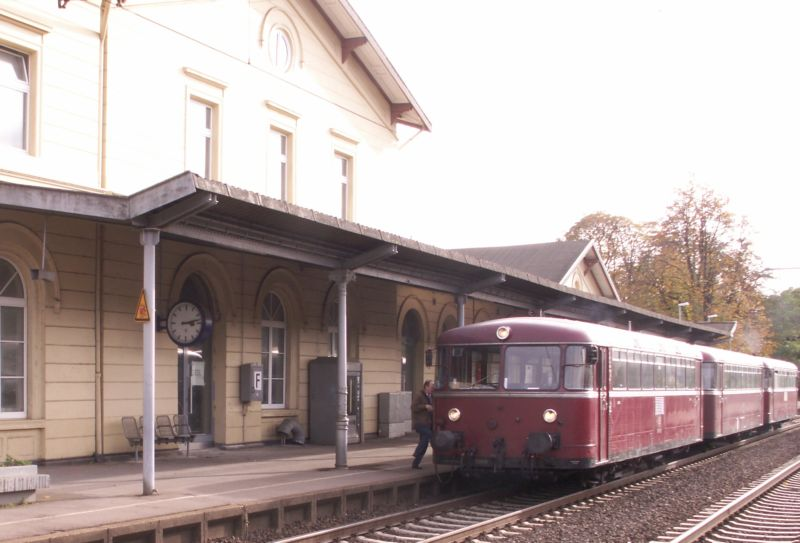
Bahnhof Herzogenrath

1852 erhielt Herzogenrath den Anschluss an die Bahnstrecke Aachen–Mönchengladbach, ein Jahr danach wurde das heute noch existierende Empfangsgebäude eingeweiht. 1857 wurde ein Ladegleis für Kohle der Grube Anna im benachbarten Alsdorf angelegt. Am Bahnhof Herzogenrath zweigen die 1892 in Betrieb genommene Strecke nach Sittard über Heerlen und Landgraaf, sowie die 1890 neugebaute Bahnstrecke Stolberg–Herzogenrath ab, welche durch die euregiobahn bedient wird. Der Bahnhof Herzogenrath bei Streckenkilometer 19,6 ist Ausgangspunkt der Strecke nach Stolberg. Von 1890 bis 1950 bestand in Herzogenrath ein Bahnbetriebswerk. Auf Grund des in unmittelbarer Nähe zum Bahnhof liegenden Glaswerkes von Saint-Gobain Glass Deutschland und dem früher starken Kohleverkehr im Bahnhof gibt es im Bahnhof Herzogenrath Gleisanlagen für den Güterverkehr.
Im Dezember 2004 wurde die Strecke nach Stolberg mit den Haltepunkten Herzogenrath-Alt-Merkstein und Herzogenrath-August-Schmidt-Platz wiedereröffnet und im Dezember 2005 der Betrieb auf dieser Strecke nach Alsdorf-Annapark verlängert. Von 2007 bis 2008 wurden die Bahnsteige auf eine Höhe von 76 Zentimetern umgebaut und die nutzbare Länge dabei stark verkürzt. Darüber hinaus erhielt der Bahnhof Aufzüge für den barrierefreien Zugang zu den Bahnsteigen. Seit dem Fahrplanwechsel am 13. Dezember 2009 ist der Bahnhof Herzogenrath mit einigen Intercitys auf den Relationen Aachen – Berlin und Leipzig – Köln wieder an das Fernverkehrsnetz angeschlossen.

### Bahnhof Übach-Palenberg

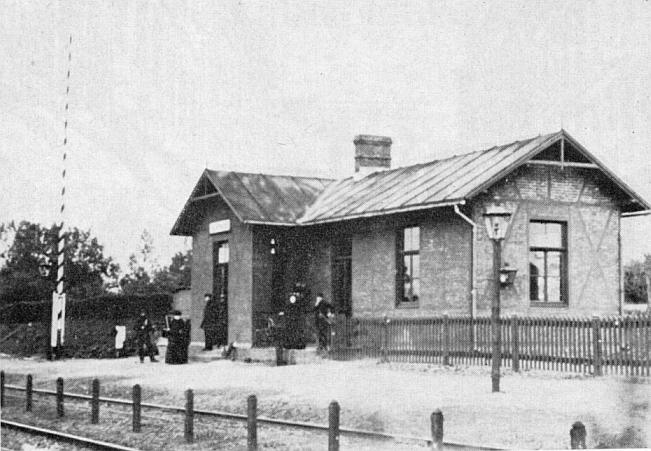
Empfangsgebäude 1912

Der Bahnhof Übach-Palenberg ist ein ehemaliger Bahnhof und heutiger Haltepunkt in Übach-Palenberg an der südlichen Spitze des Kreises Heinsberg. Hier halten Wupper-Express und Rhein-Niers-Bahn. Mit der Schließung der Grube Carolus Magnus im Jahre 1962 verlor der Bahnhof einen Großteil seiner Bedeutung.
1912 erhielt die Grube Carolus Magnus ein Anschlussgleis und auf dem Gelände des heutigen, in den 1990er Jahren angelegten Park-and-ride-Parkplatzes wurde ein neues Empfangsgebäude aus Holz errichtet. Nachdem 1935 Palenberg und der Bahnhof ein Teil der neuen Gemeinde Übach-Palenberg wurden, wurde ein Jahr später auf der östlichen Seite wiederum ein neues Empfangsgebäude für den jetzt in Übach-Palenberg umbenannten Bahnhof errichtet.
Im November 2007 wurden die Weichenverbindungen gekappt, das dritte Gleis und das Stellwerk Üf wurden aufgegeben. Der Bahnhof wurde damit zu einem Haltepunkt umgebaut. Diese Umbaumaßnahmen wurden mit dem Anschluss des Streckenabschnitts zwischen Übach-Palenberg und Rheydt Hauptbahnhof an das elektronische Stellwerk (ESTW) Grevenbroich durchgeführt. 2009 starteten Umbaumaßnahmen, bei denen die Bahnsteige mit barrierefreien Zugängen versehen wurden. Das nicht mehr nutzbare, aber noch vorhandene dritte Gleis wurde im Rahmen dieser Arbeiten abgebaut.

### Bahnhof Geilenkirchen

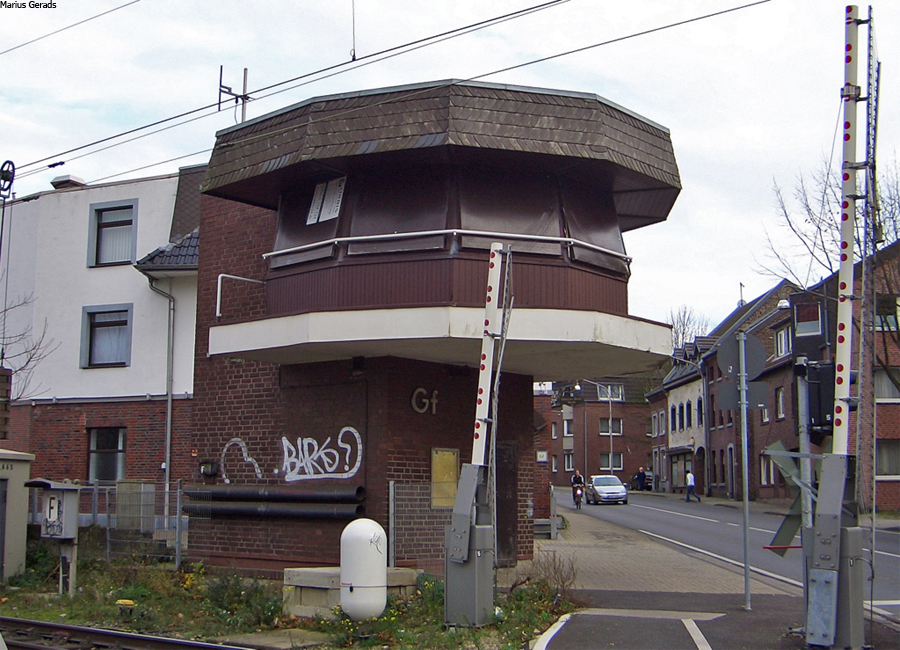
Ehemaliges Stellwerk Geilenkirchen

Der erste Bahnhof in Geilenkirchen wurde im Jahr 1852 mit der Eröffnung des Streckenabschnitts Herzogenrath – Rheydt eröffnet. 1900 wurde der zweite Bahnhof, welcher der Geilenkirchener Kreisbahn gehörte, eröffnet. Wegen der zentralen Lage wurde dieser zur größten Station der Kreisbahn. Im Kreisbahnhof gab es einen Lokschuppen und Werkstätten. Wegen des Meterspursystems der Kreisbahn war es nicht möglich, Güterwagen direkt auf die Gleise der Staatsbahn zu rangieren. Diese mussten auf speziellen Ladegleisen umgeschlagen werden. 1938 wurde es durch das Rollbocksystem möglich, die normalspurigen Wagen auf den Meterspurgleisen der Geilenkirchener Kreisbahn zu bewegen. Die Bahnhofsanlage bestand somit aus zwei Empfangsgebäuden, einer Lagerhalle für Güter- und Gepäckabfertigung, einer Verladerampe und einem Kopfgleis zur Beladung von Waggons mit Fahrzeugen. Nach dem Ende des Schienenbetriebs der Kreisbahn 1971 wurde auf dem Gelände der Geilenkirchener Kreisbahn der Busbetriebshof der späteren Kreiswerke Heinsberg gebaut. 2008 übernahm die Stadt Geilenkirchen das Empfangsgebäude von der Deutschen Bahn und begann mit dringenden Sanierungsarbeiten.
Der Bahnhof Geilenkirchen verfügt über ein Empfangsgebäude. In ihm befinden sich eine Wartehalle und ein Reisezentrum. Früher fuhren die Baureihen 103 und 101 regelmäßig mit dem Interregio Aachen–Berlin den Bahnhof Geilenkirchen an. Mit der Einführung des Sommerfahrplans 2001 wurde diese Verbindung gestrichen. Ab dem Winterfahrplan 2013 halten einmal werktäglich IC-Züge der Strecke Aachen–Berlin im Bahnhof Geilenkirchen.

### Bahnhof Lindern

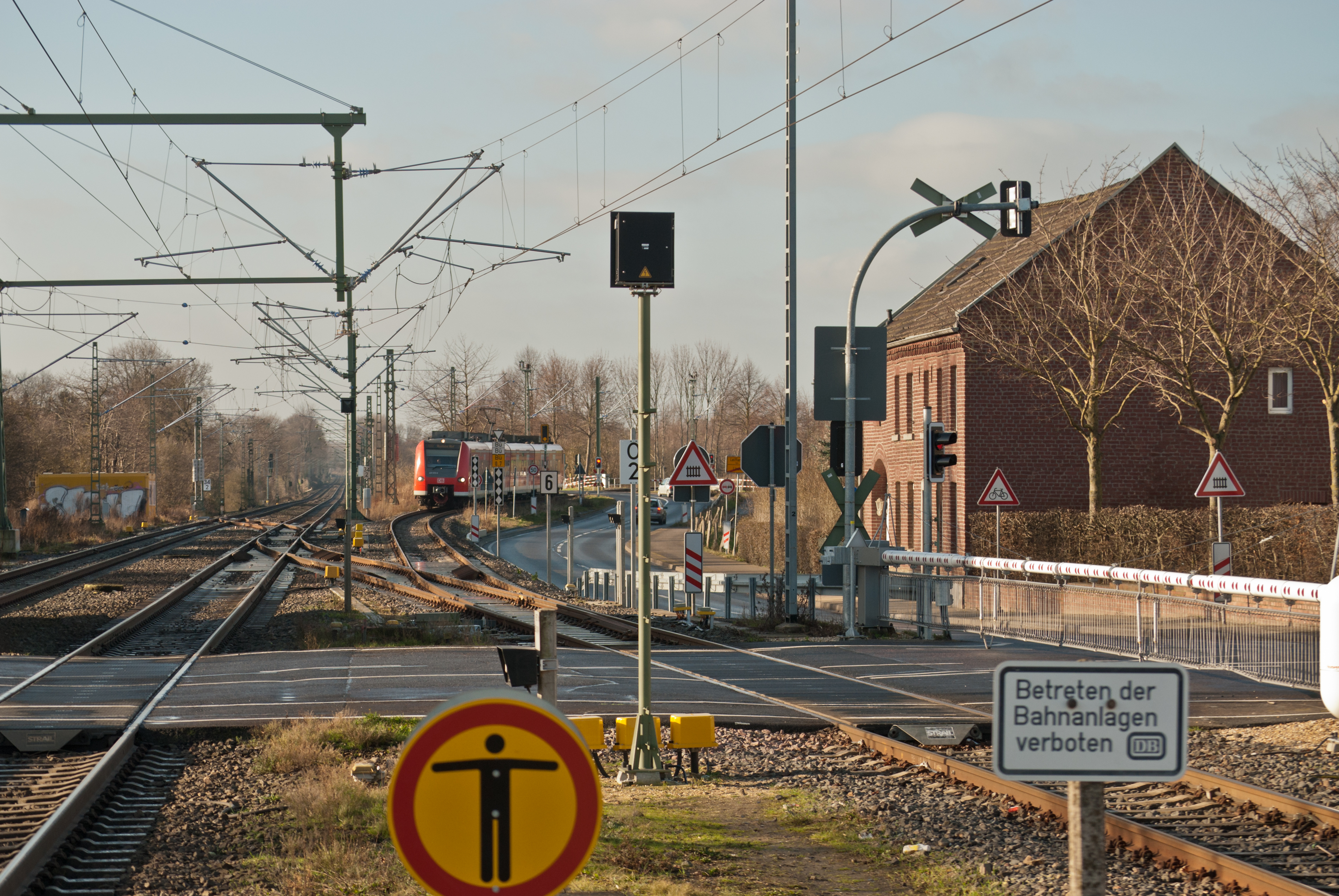
Einfahrende RB 33 in Lindern

Der Bahnhof Lindern ist ein Bahnhof im Geilenkirchener Stadtteil Lindern. Er ist der Trennungsbahnhof der Bahnstrecke Lindern–Heinsberg (Rheinl) von der Bahnstrecke Aachen–Mönchengladbach. Der Bahnhof in Lindern einschließlich des Bahnhofgebäudes wurde 1852 fertiggestellt und im gleichen Jahr die Personen- und Güterabfertigung an der neuen Aachen-Düsseldorf-Ruhrorter Eisenbahn aufgenommen. Heute wird das Bahnhofsgebäude von einer Gaststätte und einem Kiosk genutzt.
Zwischen 2007 und Ende 2013 galt Lindern als Haltepunkt. Für die Wiederaufnahme des Schienenpersonennahverkehrs auf der Strecke Lindern–Heinsberg wurde die Station erneut zum Bahnhof umgebaut. Die Bahnstrecke Lindern–Heinsberg (Rheinl) wurde seit 1980 nur noch für Güterverkehr genutzt. Der öffentliche Schienenpersonennahverkehr auf der Strecke nach Heinsberg wurde am 15. Dezember 2013 wieder aufgenommen. Diesbezügliche Bauarbeiten, auch im Bahnhof Lindern haben bereits im Jahr 2012 begonnen. Sie endeten nun mit der Aufschaltung des Bahnhofs Lindern auf das elektronische Stellwerk Rheydt.

### Haltepunkt Brachelen
Brachelen ist Haltepunkt an der Bahnstrecke Aachen–Mönchengladbach. Früher besaß Brachelen neben den beiden Streckengleisen drei Gleise für den Güterverkehr, die heute jedoch nicht mehr vorhanden sind. Das kleine Abfertigungsgebäude wurde im Rahmen der Umbauarbeiten im Jahr 2004 abgerissen, denn die Verkehrsstation ist im Jahre 2005 grundlegend modernisiert worden.

### Bahnhof Baal

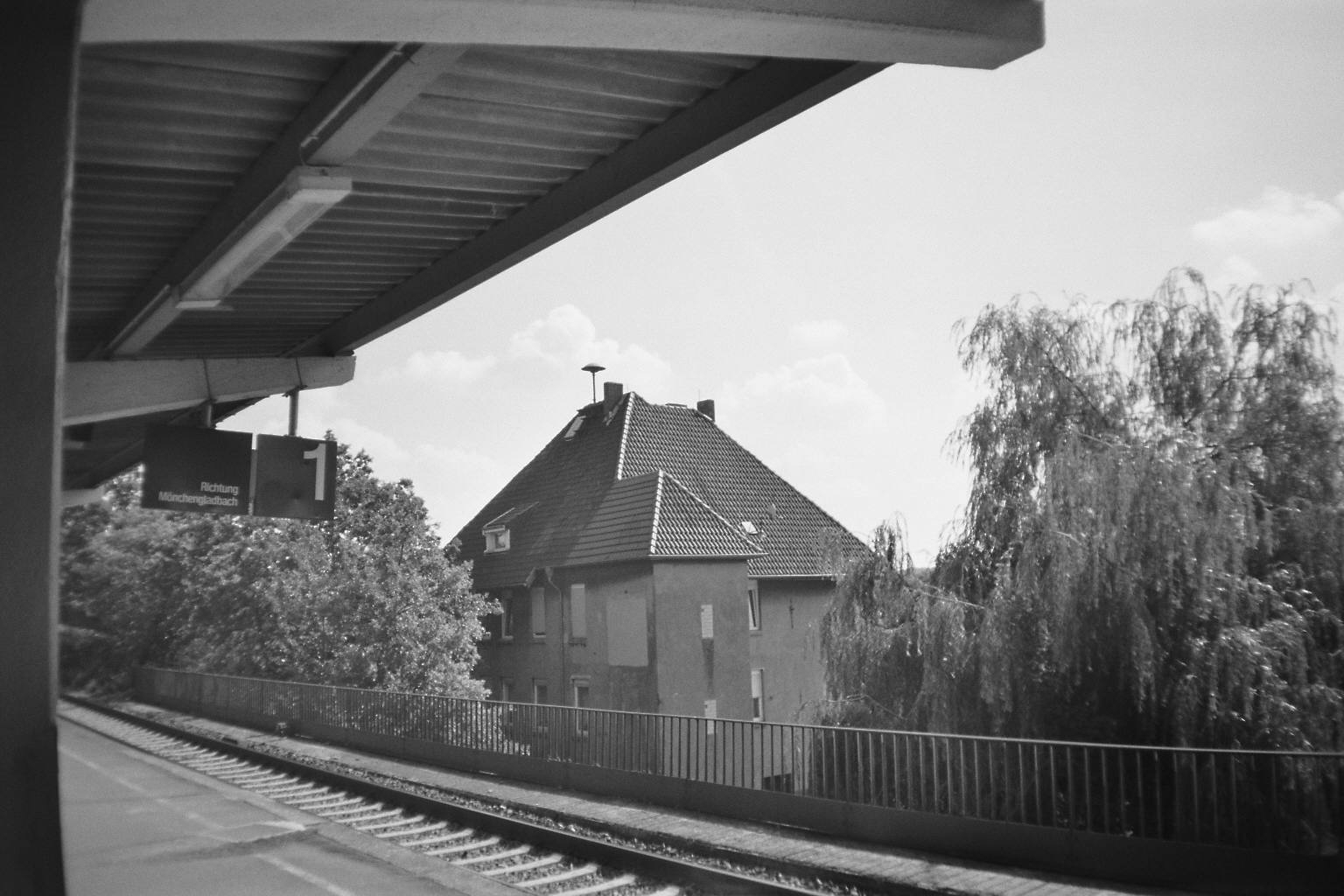
Der Bahnhof Baal

Der Bahnhof Baal im Ortsteil Baal war der wichtigste Bahnhof auf Hückelhovener Stadtgebiet. Die mit der Errichtung des Turmbahnhofs gewonnene Bedeutung als Knotenpunkt für den Personenverkehr hat er in den vergangenen Jahren aufgrund der Stilllegung der Bahnstrecke Jülich–Dalheim auf diesem Abschnitt aber eingebüßt. Seit 2002 ist der verbliebene Haltepunkt an der Strecke Aachen–Mönchengladbach mit Hückelhoven-Baal beschildert, auch wenn der Name der Betriebsstelle im Betriebsstellenverzeichnis weiterhin Baal lautet.
1852 wurde die Bahnstrecke Aachen–Mönchengladbach durch die damalige Aachen-Neuß-Düsseldorfer Eisenbahn-Gesellschaft eröffnet und Baal erhielt am Streckenkilometer 41,6 einen Personen- und Güterbahnhof. Dieser Bahnhof war mit einem Empfangsgebäude, einer Rampe für den Güterumschlag, einer kleinen Drehscheibe und einer kleinen Schiebebühne ausgestattet, welche für den Güterverkehr genutzt wurden. 1911 wurde der Personenbahnhof nach Westen verlegt. Anlass war die neu eröffnete Bahnstrecke Jülich–Dalheim. Um die zwei Eisenbahnstrecken bedienen zu können, wurde ein Turmbahnhof, bestehend aus einem oberen Haltepunkt an der Strecke Aachen–Mönchengladbach und einem unteren Haltepunkt an der Strecke Jülich–Dalheim, erbaut. Über eine Verbindungsstrecke bei Baal Güterbahnhof/Baal West wurde die Strecke nach Dalheim direkt an die Bahnstrecke Aachen–Mönchengladbach angeschlossen, was insbesondere für den Güterverkehr zur Zeche Sophia-Jacoba von Bedeutung war. An den ursprünglichen Ort erinnert heute noch der Straßenname Am alten Bahnhof, sowie die Stützmauer des alten Fundaments.
Heute befindet sich an der Stelle des alten Bahnhofs Baal noch der Baaler Güterbahnhof, das zugehörige und seit Ende 2007 nicht mehr genutzte Fahrdienstleiterstellwerk und der Abzweig zur Verbindungskurve nach Ratheim. Der Güterbahnhof besaß als Knotenpunkt bis 2007 noch Bedeutung für den Verkehr zur Zeche Sophia-Jacoba, denn trotz der Stilllegung der Zeche am 27. März 1997 verkehrten montags und mittwochs weiterhin Kohlezüge der Deutschen Bahn zwischen Baal Güterbahnhof und dem Zechenbahnhof Ratheim, da die SJ-Brikett- und Extracitfabrik GmbH auf dem alten Zechengelände in Hückelhoven weiterhin Formkohlen aus Anthrazit produzierte. Nach der Schließung der Brikettfabrik im September 2007 wurde die Strecke zwischen Baal und Ratheim am 1. Oktober 2007 stillgelegt.

### Haltepunkt Erkelenz

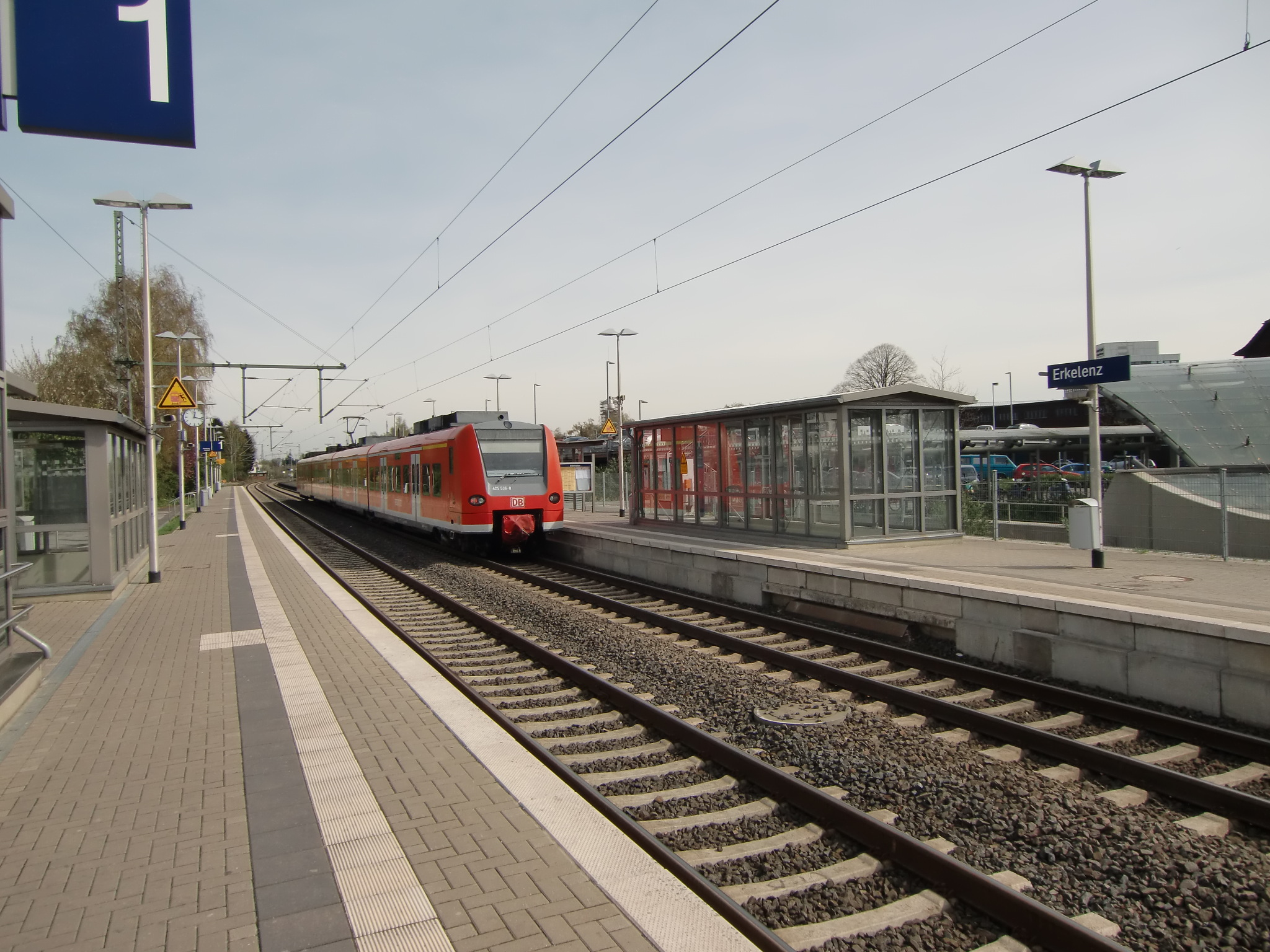
RB 33 bei der Einfahrt in den Bahnhof Erkelenz

Der Haltepunkt Erkelenz ist ein ehemaliger Bahnhof in Erkelenz im Kreis Heinsberg. Das bereits 1852 bei der Eröffnung der Bahnstrecke errichtete Bahnhofsgebäude wurde im Zweiten Weltkrieg völlig zerstört, bis 1952 wurde daher ein neues Empfangsgebäude errichtet. Dieses wurde 2012 dem veränderten Bedarf entsprechend umgebaut. Der Haltepunkt verfügt heute über zwei Seitenbahnsteige.
Während der Bahnhof Erkelenz im Güterverkehr mit der Verlagerung des Schwerlastverkehrs von der Schiene auf die Straße in den 1980er Jahren an Bedeutung verlor, entwickelte sich der Personenverkehr derart, dass die Station heute – nach Ein- und Ausstiegszahlen – der wichtigste Halt zwischen Aachen und Mönchengladbach ist. Von 1992 bis 2001 war der Erkelenzer Bahnhof für einige Jahre auch InterRegio-Halt in Richtung Ostdeutschland (Aachen – Chemnitz). Mit der Umstellung der Bahnstrecke auf ESTW-Betrieb im November 2007 wurden die Weichenverbindungen gekappt, womit der Bahnhof betrieblich zum Haltepunkt wurde, und neue Ks-Signalanlagen in Betrieb genommen. Das bis dahin vorhandene, aber seit dem Umbau des Mittelbahnsteigs nicht mehr für Personenzughalte nutzbare dritte Gleis wurde vollständig abgebaut.

### Haltepunkt Herrath

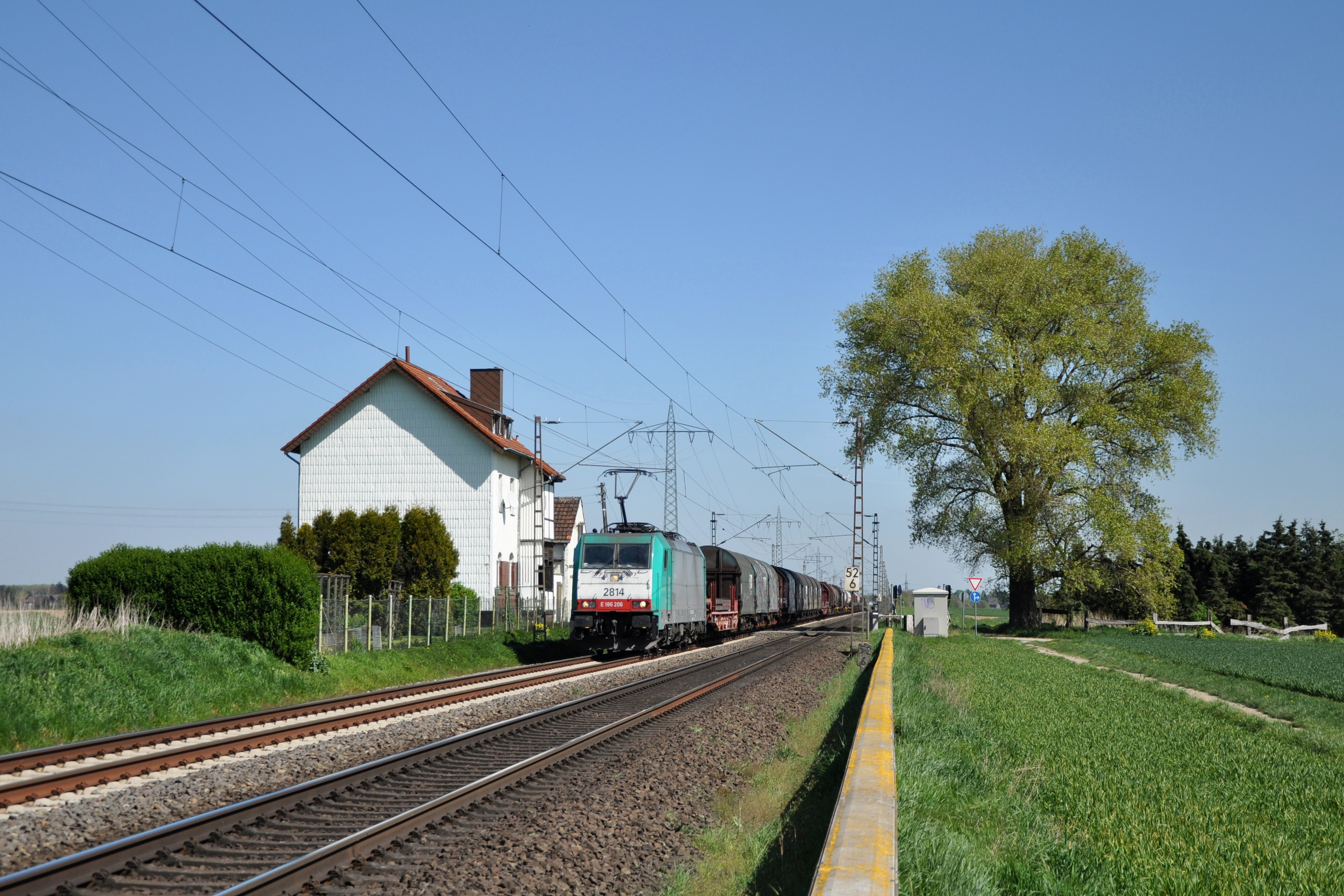
Baureihe 186 des Unternehmens Cobra bei Herrath

Eine besondere Position nimmt der Haltepunkt Herrath als Tarifraumgrenzbahnhof zwischen dem Aachener Verkehrsverbund (AVV) und dem Verkehrsverbund Rhein-Ruhr (VRR). Er wurde im Jahr 1897 gebaut. 1906 wurde der Haltepunkt zu einer Haltestelle mit Güterverkehr, 1931 zum Bahnhof, später jedoch wieder zu einem Haltepunkt mit Blockstelle zurückgebaut. Mit der Umstellung der Strecke auf ESTW-Betrieb im Jahr 2007 verlor Herrath seine Funktion als Blockstelle wieder, bis dahin steuerte ein Fahrdienstleiter aus dem Bahnhofsgebäude die beiden Signale der Blockstelle sowie den Bahnübergang, über den noch heute der Zugang zum Mittelbahnsteig erfolgt. Das Bahnhofsgebäude aus rotem Klinker stammt aus dem Jahr 1931 und wird seit 2007 nicht mehr für den Bahnbetrieb genutzt, sondern befindet sich in Privatbesitz.

### Haltepunkt Wickrath

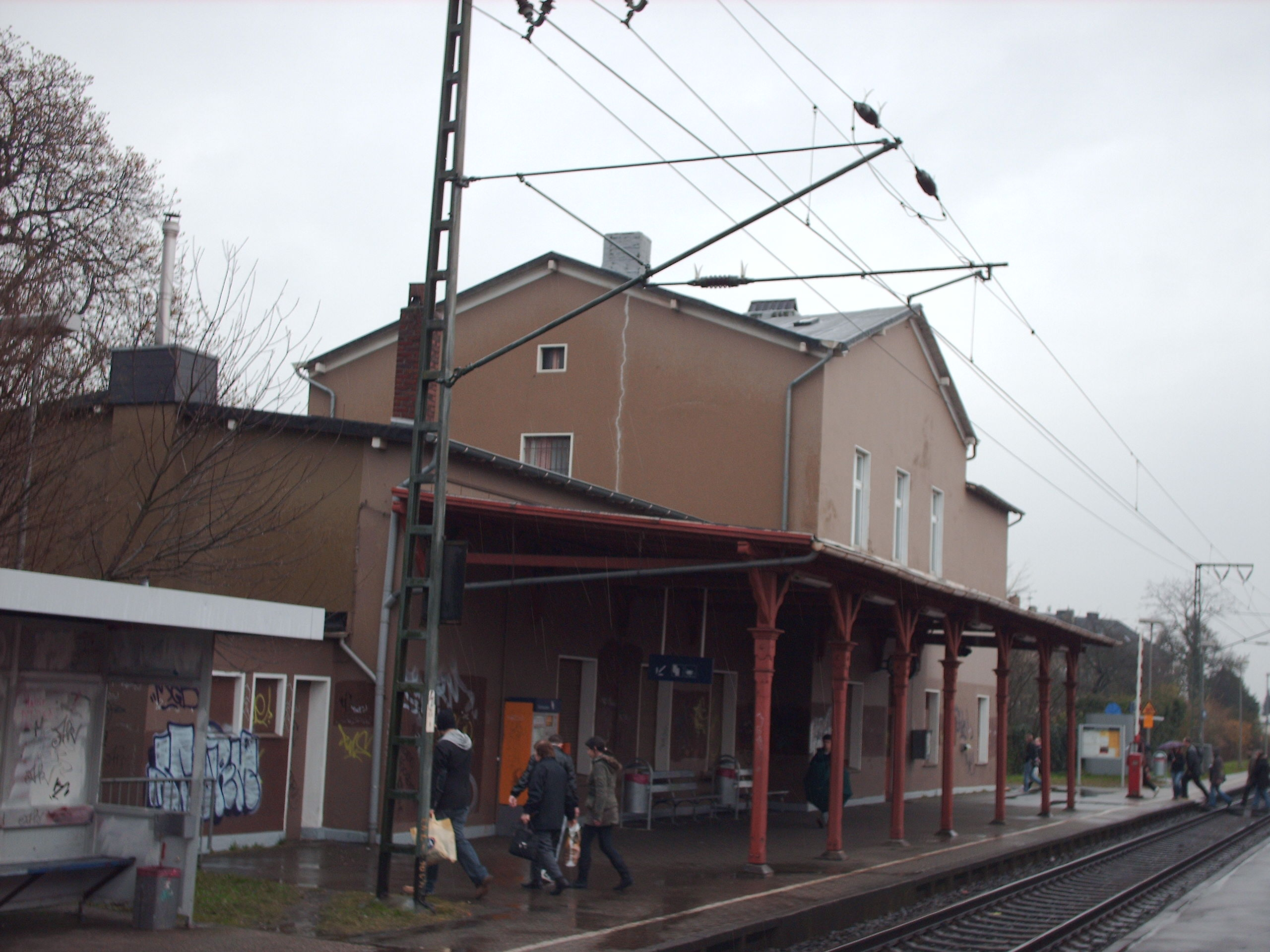
Ehemaliges Empfangsgebäude des Bahnhofs Wickrath

Der Haltepunkt Wickrath an der Bahnstrecke Aachen–Mönchengladbach wird stündlich von der Rhein-Niers-Bahn zwischen Essen Hauptbahnhof und Aachen Hauptbahnhof bedient.
Früher befand sich an Stelle des Haltepunkts ein Bahnhof. Die ehemaligen Gleisanlagen und Gebäude zur Güterverladung wurden Anfang der 2000er Jahre zurückgebaut, an ihrer Stelle befindet sich heute ein Supermarkt. In Richtung Rheydt blieben jedoch zunächst drei Ausweichgleise des Bahnhofs erhalten. Der Bahnhof war bis Ende 2007 mit Formsignalen ausgerüstet, der Betrieb wurde von den mechanischen Stellwerken Wf und Ws gesteuert. Seit Anschluss des Streckenabschnitts an das ESTW Grevenbroich sind die Stellwerke außer Funktion und die Formsignale durch Ks-Signale ersetzt. Da außerdem sämtliche Weichen des Bahnhofs entfernt wurden, handelt es sich seitdem wieder um einen Haltepunkt. Lediglich ein Teilstück eines Ausweichgleises am nördlichen Bahnhofsende blieb als Stumpfgleis erhalten, dieses gehört jedoch jetzt zum Bahnhof Rheydt Gbf.
Das Empfangsgebäude des ehemaligen Bahnhofs Wickrath ist bis heute erhalten, wird jedoch nicht mehr als solches genutzt. Der Haltepunkt Wickrath besitzt seit dem 27. Oktober 2011 einen neuen Außenbahnsteig für Züge Richtung Aachen; der bisherige Zwischenbahnsteig wurde außer Betrieb gesetzt und der niveaugleiche Übergang durch einen Zaun gesperrt. Anfang 2012 wurde der Zwischenbahnsteig zurückgebaut.

### Rheydt Hauptbahnhof

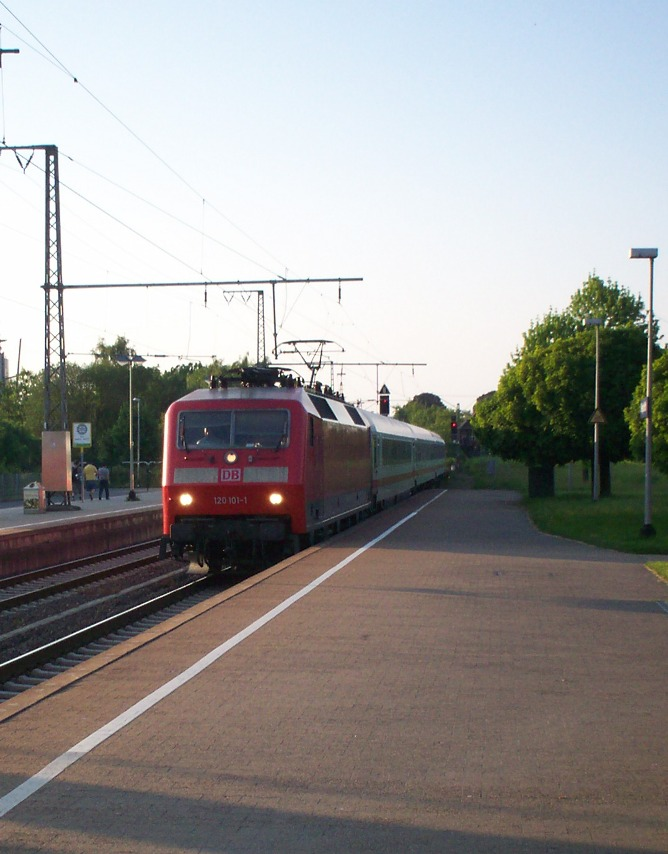
IC 1919 fährt im Bahnhof Rheydt ein

Der Bahnhof befindet sich circa 300 Meter südlich des Marienplatz im Zentrum von Rheydt an der Kreuzung der Bahnhofstraße mit den zum Rheydter Ring gehörenden Straßen Moses-Stern-Straße und Wilhelm-Schiffer-Straße.
Auf der südlichen Seite des Rheydter Hauptbahnhofs wird die Strecke mit der Bahnstrecke Rheydt–Köln-Ehrenfeld und dem Eisernen Rhein aus Dalheim verknüpft. Von Rheydt führt sie weiter Richtung Norden zum Mönchengladbach Hauptbahnhof. Im südlichen südlich des Personenbahnhofs gelegenen Güterbahnhof zweigt die Mönchengladbacher Güterumgehungsbahn Richtung Norden ab und trifft in Viersen-Helenabrunn auf die Strecke von Mönchengladbach nach Viersen. Des Weiteren befindet sich dort eine Abstellanlage für die Züge zum Prüfcenter Wegberg-Wildenrath.
Zum Rheydter Hauptbahnhof gehörten bis 2007 zwei mechanische Stellwerke die 1907 in Betrieb gingen: ein Fahrdienstleiterstellwerk (Rpf) und im Norden ein Wärterstellwerk (Rpn). Zum ehemaligen Güterbahnhof gehörten das Fahrdienstleiterstellwerk (Rmf) sowie die Wärterstellwerke Rn, Rs und R1. Diese steuerten bis 2007 die Weichen und Signale der Bahnhöfe, die noch vollständig mit Formsignalen ausgerüstet waren. Zum Gbf gehörten auch ein Bahnbetriebswerk für die Unterhaltung der eingesetzten Triebfahrzeuge sowie zwei Drehscheiben. Das Betriebswerk wurde 1975 geschlossen.
Der Bahnhof ist seit November 2007 an das elektronische Stellwerk Grevenbroich angeschlossen und die alten Formsignale wurden durch Ks-Signale ersetzt. Alle Stellwerksgebäude blieben zunächst erhalten, das Stellwerk Rs wurde jedoch nach einem Brand im Jahr 2011 abgerissen.

### Mönchengladbach Hauptbahnhof

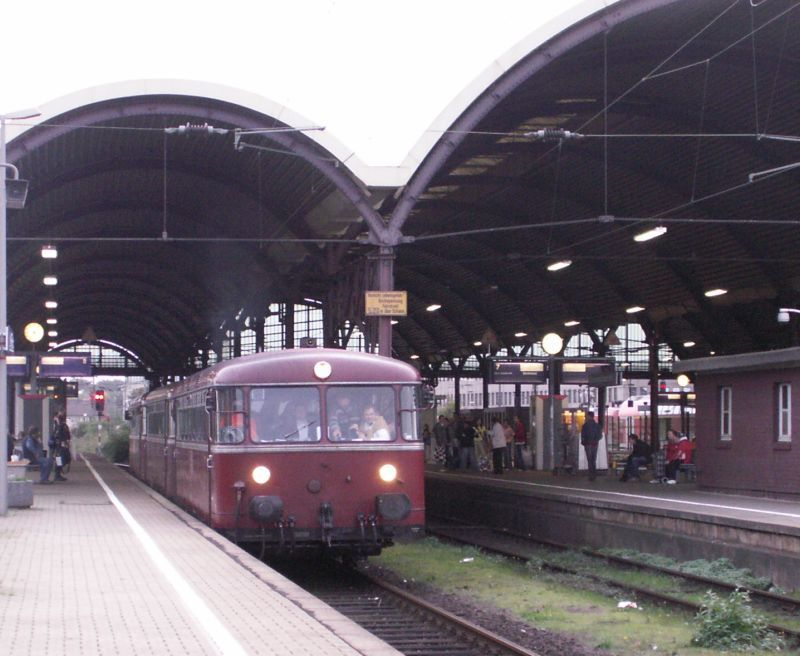
Schienenbus auf Sonderfahrt im Mönchengladbacher Hauptbahnhof

Am Mönchengladbacher Hauptbahnhof verzweigen sich die von der Aachen-Düsseldorf-Ruhrorter Eisenbahn-Gesellschaft erbauten Strecken. Die Bahnstrecke Aachen–Mönchengladbach nähert sich ihm von Aachen kommend aus Richtung Süden, nördlich des Bahnhofs schließt die Bahnstrecke Mönchengladbach–Düsseldorf an den Bahnhof an und verläuft in einer Kurve nach Osten weiter in Richtung Neuss. Diese beiden Strecken bilden gemeinsam die KBS 485. Ebenfalls nördlich des Bahnhofs beginnt die Bahnstrecke Duisburg-Ruhrort–Mönchengladbach (KBS 425) über Viersen und Krefeld nach Duisburg. Die früher nach Mönchengladbach-Neuwerk führende Verbindungsstrecke zur Bahnstrecke Krefeld–Rheydt verlief bis Eicken parallel zur Strecke nach Viersen, sie konnte jedoch bereits nach dem Zweiten Weltkrieg nicht mehr genutzt werden und ist inzwischen abgebaut.
Am südlichen Ende liegt schließlich noch der Beginn der Bahnstrecke Mönchengladbach–Stolberg, die früher bis Hochneukirch auch für Züge nach Köln genutzt wurde. Die Gleise führen jedoch nur noch bis zum Bahnhof Rheydt-Geneicken (Gewerbegebiet Mitte) und werden ausschließlich für Güterverkehr genutzt. Züge nach Köln fahren seit der Stilllegung des Abschnitts Rheydt-Geneicken–Rheydt-Odenkirchen in den 1980er Jahren ausschließlich zunächst nach Rheydt Hauptbahnhof und anschließend über die Verbindungsstrecke von Rheydt Hauptbahnhof nach Bahnhof Rheydt-Odenkirchen.